# Quartier Léopold
 (mai 2022).
 (mai 2022).
Le quartier Léopold (en néerlandais : Leopoldswijk) est un quartier bruxellois dans la commune de Bruxelles-ville. Il fut créé par la Société civile pour l'agrandissement et l'embellissement de Bruxelles le 4 octobre 1837 et doit son nom au roi des Belges Léopold Ier.
Le 15 novembre 1835, Ferdinand de Meeûs et ses associés Jacques Coghen et François Xavier Benard avaient déjà créé une société civile pour l'acquisition de biens immeubles : ils avaient déjà l'idée d'agrandir la ville de Bruxelles et peu à peu achetaient les terres de Saint-Josse-ten-Noode.
L'idée de construire l'Église Saint-Joseph de Bruxelles pour encourager les gens riches dans ce quartier très peu habité fut une des plus belles réussites de celle-ci. Une très belle médaille de bronze fut réalisée à cette occasion. Le cardinal était venu bénir l'église et les autorités étaient présentes. L'église fut confiée aux Rédemptoristes qui n'avaient pas l'habitude de siéger dans une si belle église. Rapidement un couvent pour ces prêtres fut créé. Une autre perle du quartier Léopold était le Concert Noble situé rue d'Arlon.
Peu à peu les plus beaux hôtels de maître furent construits par les membres de la noblesse et de la haute bourgeoisie.
La rue de la Loi et les rues d'Arlon et de Trèves se transformèrent. L'avenue des Arts rayonnait. Un zoo attirait les jeunes. La Bibliothèque Solvay existe encore. Une clinique renommée pour les malades de la rue Froissart et du quartier. L'église Saint-Josse de Saint-Josse-ten-Noode souffrit beaucoup de la présence si proche de celle des rédemptoristes mais n'hésitait pas à envoyer le vicaire De Maeyer à y organiser des collectes paroissiales.
La plupart des Institutions européennes de Bruxelles s'y sont installées, les bâtiments administratifs remplaçant la majorité des hôtels de maître et des maisons bourgeoises du quartier. Celui-ci est ainsi devenu le premier quartier d'affaires de la ville, du fait de l'afflux de sièges sociaux de sociétés privées et de bureaux de lobbying venus s'installer à proximité des institutions européennes.
La gare du Quartier Léopold désignait le nom porté par l'actuelle gare de Bruxelles-Luxembourg construite à l'origine à deux pas de la zone qui est devenue depuis le site du Parlement européen.
Le cimetière du Quartier Léopold était situé sur la commune de Saint-Josse. C'est là que le peintre français David fut enterré.

## Histoire

### Evolution du quartier Léopold à Bruxelles

#### Situation auXVIIIesiècle
La première enceinte qui entourait Bruxelles (commencement estimée au début du XIIIe siècle sous le règne de Henri Ier de Brabant) marquait la limite entre ville et campagne jusqu'au début du XIXe siècle. Depuis les portes de Louvain et de Namur, les chaussées de Louvain, de Wavre et d'Ixelles permettaient de traverser la vallée du Maelbeek. Le tracé du Maelbeek vient définir le tracé de la chaussée d'Etterbeek qui relie alors la chaussée de Wavre et la chaussée d'Ixelles à la chaussée de Louvain.

#### Début duXIXesiècle
En 1782, Joseph II, entreprend le démantèlement progressif des anciens bastions de la ville. En 1810, cette initiative sera complétée par la destruction des remparts de Bruxelles, sur ordre de Napoléon Bonaparte. Ce décret prévoit la création des longs boulevards inspiré du modèle urbanistique parisien. Toutefois il faudra attendre l'occupation hollandaise, en 1819, pour voir apparaître le tracé de grands boulevards de la Ceinture et des promenades vertes de Bruxelles, dessinés par l'ingénieur-architecte Jean-Baptiste Vifquain.
En 1831 commence l'expansion de la ville vers la campagne qui viendra développer ce que sont aujourd'hui Saint-Josse-ten-Noode et Etterbeek.

#### Période 1837-1840
En 1838 la première extension de Bruxelles se matérialisera par la création du quartier Léopold qui sera élaboré par la «Société Civile pour l'agrandissement et l'embellissement de Bruxelles» en suivant les dessins de l'architecte François Tilman Suys. Cette expansion aura pour but de se référer aux tracés du quartier du parc qui aura pour conséquence de créer un urbanisme en «damier», dont la création de la rue Joseph II et rue du Trône.
Le nouveau quartier résidentiel se développera autour de deux places, les actuels square de Meeûs et square Frère Orban. cette expansion devait comprendre un programme d'équipement mais seule l'église Saint-Joseph (Bruxelles) sera réalisée. Les extensions ultérieures du quartier Léopold qui seront réalisées entre 1840 et 1870 nécessiteront l'assèchement d'étangs et de marais aux abords du Maelbeek.

#### 1840-1870
Le prolongement de la rue de la Loi en 1845 mènera à la construction d'un rond point qui aura pour but d'articuler deux axes que sont les avenues de Cortenbergh et d'Auderghem. Cette période mettra en avant le voûtement du Maelbeek et la construction du jardin zoologique (par la Société royale de Zoologie d'Horticulture et d'Agréments), par Louis Fuchs, non loin d'un étang du Maelbeek.
En 1855, la gare de Luxembourg sera créée sur les limites de nouveaux tracés par Gustave Saintenoy entre le jardin zoologique et le quartier Léopold. Dans le même temps apparait le premier tracé du chemin de fer reliant Bruxelles à Luxembourg.

#### 1870-1880
Les années 1870 se traduiront par l'expansion progressive du quartier Léopold vers la campagne entre la chaussée de Louvain, l'avenue de Cortenbergh et la rue de la Loi. Cependant, en 1875 on entamera des travaux importants qui auront pour but d'enterrer les voies de la gare du Luxembourg sous le boulevard Charlemagne afin de garantir une continuité urbaine de la ville et résoudre d'importants problèmes de nuisance (bruit des train et fumées) et de sécurité (traversée en pleine ville). Quant à la rue Belliard, elle sera prolongée jusqu'à la rue d'Auderghem.
En 1880 le jardin zoologique, déclaré en faillite, sera agrandi et cédé à la ville de Bruxelles. C'est à l'occasion de la célébration du cinquantenaire de l'indépendance de la Belgique, qu'il hérite du nom de Parc Léopold, un jardin d'agréments, où se dérouleront diverses fêtes et concerts.

#### Fin duXIXesiècleetXXesiècle
Les acteurs de la ville seront plutôt occupés à développer le quartier nord-est à cette période. En 1891 on édifiera le musée d'histoire naturelle au sein du parc Léopold. En 1913 Bruxelles rachètera le parc afin de l'annexer à son territoire.
Les années 1950 amèneront un profond changement pour le quartier Léopold notamment dû à l'implantation des bâtiments de la Communauté Européenne. Ces constructions se poursuivront dans les années 1970 ce qui aura pour conséquence de modifier le parcellaire jusqu'à faire disparaître certains îlots au profit de ces dernières. De 1970 à 1974 ce seront principalement des infrastructures viaires qui verront le jour afin d'améliorer l'accessibilité. Parmi lesquelles, on retiendra la construction du tunnel de la rue Belliard ainsi que de la rue de la Loi. 
Le tunnel de prémétro, passant sous la rue de la Loi, avait été inauguré en 1969. Il est transformé à cette époque pour accueuillir le métro lourd, dont les premières rames roulent à partir de 1976.
En 1988, la Ville de Bruxelles délivrera, quelques mois avant la création de la Région bruxelloise (1989), un permis de bâtir du nouveau siège du Parlement européen à Bruxelles. Cette nouvelle construction impliquait la destruction de l'ancienne Gare du Luxembourg et de ses voies de triage ainsi que de la brasserie Léopold. Sur cette surface nouvellement créée, l'on a reconstruit l'actuelle Gare de Bruxelles-Luxembourg (à présent intégralement sous une dalle) et construit une série d'édifices du Parlement européen, dont le Parlementarium (centre du visiteur du Parlement européen). Un important mouvement citoyen s'opposa à l'époque à la destruction de la gare mais n'obtint au final que la conservation de la petite partie centrale de la gare, toujours visible depuis la Place du Luxembourg.
À partir du démantèlement de la seconde enceinte de Bruxelles par Napoléon Bonaparte seront créés de nouveaux boulevards qui superposeront la ville à la campagne. La vallée du Maelbeek se verra profondément modifiée afin d'améliorer les connexions de la ville. Des espaces publics et parcs accompagneront les extensions du quartier Léopold. D'autres moyens de connexions verront le jour avec la gare du Luxembourg, les tunnels et métros. Le quartier Léopold subira aussi l'arrivée des institutions européennes qui modifieront son parcellaire, ses limites se verront aussi modifiées avec le rattachement du parc Léopold à la ville de Bruxelles. Seules les chaussées de Wavre, Ixelles, Etterbeek et de Louvain témoigneront des anciens tracés sinueux de la campagne et de la vallée du Maelbeek sur l'actuelle trame orthogonale.

### La société Solvay

#### Ernest Solvay

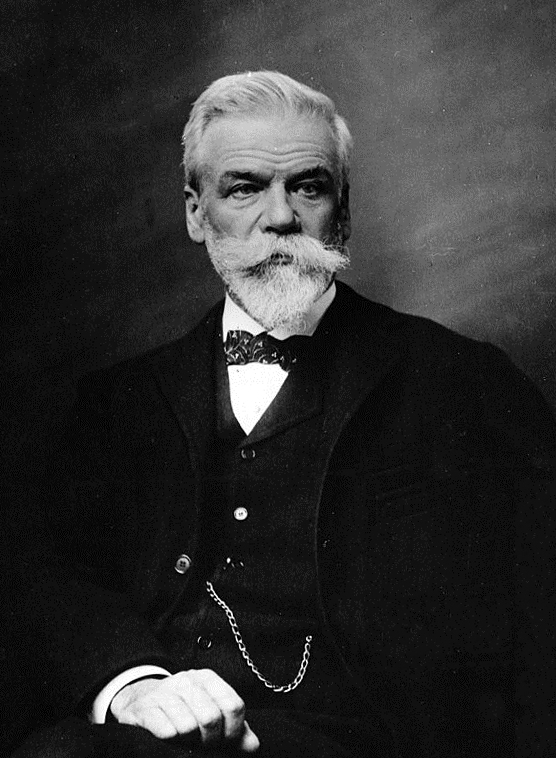
Portrait Ernest Solvay 1838

À la tête de la famille Solvay, un industriel autodidacte : Ernest Solvay, né à Rebecq-Rognon dans le Brabant en avril 1838. Il est le fils d'un marchand de sel très à cheval sur l'éducation et l'instruction de ses enfants.
Passionné très tôt par la physique, la chimie et l'histoire naturelle, Ernest est pourtant entravé dans sa quête de connaissance lorsqu'une grave maladie l'empêche d'entrer à l'université. À 21 ans l'un de ses oncles lui propose de travailler dans sa compagnie de gaz en tant qu'employé de laboratoire capable de traiter les eaux ammoniacales.
Au cours d'une expérience, il fait la découverte d'un procédé révolutionnaire de fabrication du carbonate de sodium. Par l'exploitation de son procédé dans toute l'Europe et aux États-Unis, la société Solvay acquiert rapidement une renommée internationale.

#### Les institutions Solvay
Ernest Solvay met sa fortune à la disposition de l'université de Bruxelles (ULB) en 1894. Il devient alors le mécène de la recherche scientifique. Il fait ériger, avec le soutien de différentes personnalités de l'époque, scientifiques et banquiers, une cité scientifique destinées à abriter ces différents instituts, les bâtiments, construits par des architectes de renom, sont disséminés dans le Parc Léopold :

##### L'Institut de Physiologie
Ce projet est concrétisé en collaboration avec l'ami et le médecin de la famille Solvay le docteur Paul Heger. Réalisé par l'architecte Jean-Jules Van Ysendyck, ce château moderne consacré à la science est conçu de telle sorte à donner à la science une image positive. À l'intérieur, dans un souci d'hygiène, le fer émaillé règne en maître, tandis que de larges fenêtres laissent entrer la lumière. Les étudiants y apprenaient la physique médicale et la chimie physiologique.
Le bâtiment abrite depuis 1930 le lycée Emile Jacqmain.

##### École de Commerce
Conçue à la même époque que la bibliothèque Solvay par les mêmes architectes et à l'initiative du même industriel, l'école de commerce tranche architecturalement par rapport à cette dernière par la sobriété de son style. En façade, deux bas-reliefs symbolisant le négoce et le voyage rappellent la vocation première du bâtiment. Il est occupé depuis 1955 par le Lycée Emile Jacqmain.

##### Institut de sociologie
La bibliothèque fut inaugurée en 1902 lors de l'installation de l'Institut de Sociologie de l'ULB. Exemple d'architecture éclectique due aux architectes bruxellois Constant Bosmans et Henri Van de Velde. Entre 1967 et 1981, elle hébergea les Éditions de l'Université, puis fut laissée à l'abandon. Classée en 1988 puis restaurée avec beaucoup de soin, elle est aujourd'hui gérée par la Société de Développement Régional de Bruxelles et sert d'écrin à l'organisation de réceptions, de conférences, d'activités culturelles...

#### Le quartier Léopold et les institutions Solvay
Au départ, le quartier Léopold est destiné à accueillir les classes sociales aisées, l'objectif est de doter le nouveau quartier d'un grand nombre de monuments : place, églises, palais de l'industrie.... Après être resté longtemps stationnaire, le quartier a pris quelques accroissements vers 1847, avec l'élévation de la station du chemin de fer du Luxembourg (qui fut un puissant stimulant pour le quartier), le jardin zoologique et l'atelier du peintre Wiertz. Quelques-unes des habitations du quartier sont d'une élégance peu commune, (l'hôtel bâti au coin de la rue des arts pour M. Meeus-Brion qui n'existe plus aujourd'hui).
L'édification en plein cœur de la cité scientifique du parc Léopold des instituts de physiologie, de sociologie ainsi que l'école de commerce, témoigne de l'ambition d'Ernest Solvay et de l'accomplissement de celle-ci, en prônant à travers ces projets une science qui se veut de plus en plus moderne.
La cohésion étroite recherchée par Solvay pour les deux instituts édifiés au parc Léopold s'éclaire par leur voisinage « parce que la physiologie est la première des sciences sociales, parce que les lois de la société doivent répondre aux besoins de la réaction vivante que la physiologie révèle... ».
C'est dans ces instituts que se tiendront tous les 3 ans les fameux « Conseils Solvay ». Pendant une semaine, un Conseil d'une vingtaine de spécialistes discute un problème d'actualité soigneusement préparé par des rapporteurs. La première édition de 1911 réunira 11 prix Nobel parmi lesquels figurent notamment Marie Curie et Albert Einstein.

### L'Université libre de Bruxelles ULB

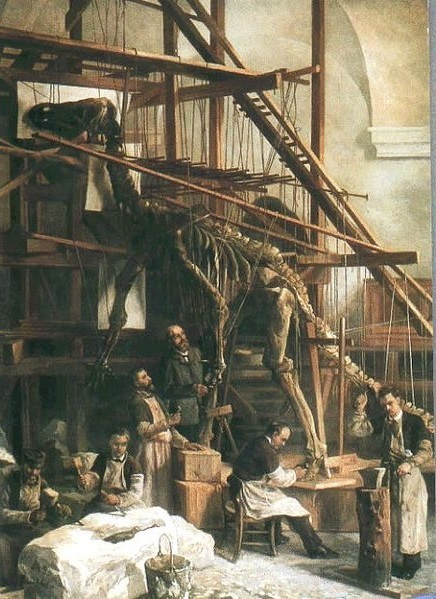
Supervision d’un montage d’un squelette d’iguanodon vers 1882-1885.

Avant l'arrivée de l'Université Libre de Bruxelles sur le site, de nombreux projets pour le Parc Léopold se sont succédé au fil des décennies. Des projets unis par un même dessein, celui de « propager d'une manière agréable le goût et les connaissances de l'histoire naturelle », ce qui installe cet espace vert dans une thématique qui se perpétue encore aujourd'hui.
En 1851, à la suite de l'achat du terrain par la Société Royale de Zoologie, d'Horticulture et d'Agrément, un projet de jardin zoologique voit le jour. Parterres et cheminements sont tracés. À l'époque le quartier Léopold est en pleine construction ; la place Jourdan n'existe pas encore, le Maelbeek coule à ciel ouvert et la rue Belliard sera tracée en 1860. Conçu comme un lieu d'agrément et de divertissement, le zoo fermera rapidement ses portes quelques années plus tard, en 1878. Au cours du cinquantenaire de la Belgique, le jardin prend l'appellation de Parc Léopold, simple jardin d'agrément ou s'installe le Musée d'Histoire Naturelle, mais qui attend une nouvelle affectation.

#### Institut des sciences naturelles et le musée d'histoire naturelle
Le musée d'Histoire Naturelle fondé par arrêté royal le 31 mars 1846, prend place en 1880 dans l'ancien couvent des Dames Rédemptoristes, situé sur les hauteurs du Jardin Zoologique. Le bâtiment fait partie d'un projet de 1848 dont l'église, prévue dans l'axe de la rue Vautier, n'a jamais été réalisée.Aménagé en 1860 par l'architecte Henri Beyaert à la demande de la Société de Zoologie et considérablement transformé lors de l'installation du musée, le couvent sera classé en 1987. Le musée ouvre ses portes en 1891 mais bientôt des travaux d'agrandissement sont nécessaires. En effet, une trouvaille est faite en 1878, une trentaine des squelettes presque intacts d'une espèce de dinosaures alors inconnue, sont identifiés à plus de 300 mètres de profondeur dans les galeries des mines de charbon de Bernissart en Hainaut. Ces Iguanodon Bernissartensis datent d'environ 135 Ma. Il s'agit d'une découverte paléontologique formidable. Édouard Dupont, alors directeur du musée, confie la réalisation de deux nouvelles ailes du bâtiment à l'architecte bruxellois Charles-Emile Janlet. Les travaux pour la construction de l'aile sud s'accomplissent entre 1898 et 1905. L'aile nord, prévue du côté du parlement européen, ne verra pas le jour.
Dans les années 1930 un nouveau chantier d'agrandissement est lancé. Le projet est conçu par l'architecte moderniste Lucien de Vestel. Il s'agit d'un imposant immeuble-tour, en dehors du parc, voué à abriter les laboratoires de l'Institut des Sciences Naturelles dont dépend le muséum. Les travaux pour sa réalisation durent de 1936 à 1954, mais la tour ne révélera sa façade qu'en 1958 et le hall d'entrée, par lequel on accède aujourd'hui à tout l'ensemble, sera modernisé en 1980.
Entre 1997 et 1999 le bureau d'architecture Cerau intervient dans l'aménagement de plusieurs espaces entre les bâtiments existants.Des travaux de restauration de l'aile Janlet sont entamés en avril 2004.
Le 27 octobre 2007, le Musée des Sciences Naturelles de Belgique ouvre les portes de sa nouvelle galerie des dinosaures, encore actuellement la plus grande galerie des dinosaures d'Europe. Aujourd'hui le bâtiment abrite non seulement le musée, mais aussi des unités et des services de recherche.

#### La cité scientifique
La rencontre en 1884 entre l'industriel Ernest Solvay et le médecin Paul Héger fait naitre une nouvelle vocation pour le Parc ; celle d'y accueillir une cité scientifique. Le projet est motivé par un double souhait ; celui d‘abriter des instituts de recherche scientifique permettant notamment l'organisation des congrès Solvay de physique et de chimie, et celui d'accueillir les instituts de l'Université Libre de Bruxelles. À la fin du XIXe siècle, l'ULB implantée au Palais Granvelle de la rue des Sols, se trouve confrontée à un manque d'espaces pour ses départements scientifiques et sa Faculté de médecine. L'Université commence à développer la recherche expérimentale scientifique, selon les principes pédagogiques du médecin Paul Héger, et c'est dans ce cadre que ce dernier plaide pour la création d'une cité scientifique au sein du Parc Léopold, ou se trouve déjà l'institut de Sciences Naturelles.
En 1891, la ville de Bruxelles, dont dépend l'ULB met le terrain à disposition mais ne bénéficie pas des moyens nécessaires à la réalisation du projet. Héger se tourne alors vers les grands industriels coutumiers de la création d'instituts de recherche de haut niveau où l'on pratique une science utilitaire.Avec le mécénat d'industriels et de banquiers tels Ernest Solvay et Raoul Warocqué, cinq pavillons scientifiques seront construits entre 1892 et 1914, avec dans un premier temps la mise en avant de la recherche médicale. Les instituts de Physiologie, d'Hygiène et d'Anatomie voient le jour suivi de l'Institut Pasteur à l'initiative de la province de Brabant. Le projet sera complété par l'Institut de Sociologie, et par l'École de Commerce, matière chère à E.Solvay. L'aménagement des espaces d'enseignement scientifique est inspiré des idées de Paul Héger basées sur un apprentissage par la pratique expérimentale. Des aménagements intérieurs encore visibles dans la salle de conférence et le spectatorium de l'Institut d'anatomie.Cette vision engendre une prise de conscience de l'importance de la recherche expérimentale chez les étudiants et qui fera émerger une génération de chercheurs accélérant la promotion des laboratoires et de la recherche scientifique.L'implantation de l'Institut de sociologie (1902) puis de l'école de commerce (1914) soutenus par Ernest Solvay affirme une autre volonté forte ; celle de l'interdisciplinarité comme élément indispensable à l'avancée de la connaissance. La cité scientifique est un projet global, mêlant les aspirations des grands industriels à celles des scientifiques, la recherche expérimentale aux applications concrètes ainsi que les sciences pures aux sciences sociales.
La ville de Bruxelles ayant continué sa politique d'annexion des dernières parcelles du parc Léopold, l'Université ambitionne, à partir de 1909, de transférer la totalité de ses locaux depuis la rue des Sols vers le parc. Des projets pour une grande cité universitaire sont proposés par les architectes Constant Bosmans et Ernest Acker. Lorsque la Première Guerre Mondiale éclate, l'Université est contrainte de suspendre ses activités. Jugée également trop à l'étroit sur le site du parc Léopold, le projet est abandonné en 1919 en faveur d'une implantation sur le plateau du Solbosch. Le déménagement commence en 1921, et avec la désaffectation des Instituts, c'est l'idéal d'une cité scientifique qui disparaît.

#### Les instituts scientifiques
Le parc Léopold est composé de 6 instituts scientifiques, d'enseignement ou de recherche. La question de l'urbanisme du site ne s'est pas posée à l'origine. Il s'agissait plutôt d'une recherche architecturale pour chaque bâtiment. En plus, on doit mentionner la question du déménagement de l'Université de Bruxelles du centre-ville vers le parc Léopold, où la cité scientifique s'installe. 6 nouveaux instituts sont installés pour constituer un ensemble unique en Europe.

##### Institut de Physiologie
L'Institut de physiologie en tant que château moderne pour la science est construit en 1892-1893 par l'architecte Jean-Jules Van Ysendyck. Les matériaux et l'ensemble des éléments de composition du bâtiment correspondaient à la vision scientifique, en commençant par le fer émaillé et se terminant par de larges fenêtres. La physique médicale et la chimie physiologique représentent les cours principaux des étudiants. C'est aujourd'hui le bâtiment principal du Lycée Emile Jacqmain.

##### Institut D'Hygiène Georges Eastman
Actuellement nouvelle Maison de l'Histoire européenne, l'Institut de Hygiène, construit d'après les plans de l'architecte Michel Polak change d'affectation en 1933-34. Le lieu fut remplacé par l'Institut dentaire Eastman en 1935. Le bâtiment s'organise par une grande salle pour les dentistes, une aile pour la stomatologie et une autre aile pour l'orthodontie. Récemment, des services du Parlement européen s'y sont installés.

##### Institut d'Anatomie
Jean-Jules Van Ysendyck est ici encore l'auteur de l'Institut d'Anatomie de l'ULB qui est inauguré en 1893. La fonction de cet institut a aussi varié dans son histoire. Grâce au financement de Raoul Warocqué, patron des charbonnages de Mariemont, le bâtiment a pu s'enrichir d'auditoires et de salles de dissection.De 1941 à 1972, l'institut accueille un nouvel avatar de la tradition scientifique et universaliste du Parc Léopold avec l'installation du Mundaneum de Paul Otlet depuis le parc du Cinquantenaire. Ce travail encyclopédique comprenait l'ensemble des fiches qui permettent encore aujourd'hui de classer bibliographiquement la connaissance. Il comprenait également un ensemble de photographies et de films ainsi que les projets d'une cité mondiale qui a servi de base à l'établissement de la Société des Nations. Le bâtiment sera laissé à l'abandon jusqu'en 1993, date du transfert des collections vers le musée de Mons consacré au Mundaneum. Le bâtiment a été classé en 1988 et comprend aujourd'hui le laboratoire intercommunal de chimie, de bactériologie et des locaux scolaires.
Il est actuellement utilisé par l'école Jacqmain.

##### Institut de Sociologie
Plus connu sous le nom de Bibliothèque Solvay, le bâtiment est conçu en 1902 d'après les plans de l'architecture éclectique des bruxellois Constant Bosmans et Henri Vandeveld. Par la suite, l'Institut de Sociologie fut transformé en Bibliothèque Solvay portant le nom de son mécène, Ernest Solvay. Les dernières affectations du bâtiment furent notamment entre 1967 et 1981 lorsque la Bibliothèque hébergea les Éditions de l'Université. Elle fut laissée à l'abandon jusqu'en 1988 date à laquelle le bâtiment est classé puis restauré. La restauration du bâtiment a été menée par les architectes Deleuze et Metzger. Le rez-de-chaussée et l'étage ont été restaurés d'après les formes originales sur base des archives, des méthodes de travail et des plans. En revanche, le sous-sol fut transformé d'après les règles d'architecture contemporaine. Aujourd'hui, en tant que l'un des vestiges les plus prestigieux du parc Léopold, la Bibliothèque Solvay offre un lieu unique pour l'organisation de réceptions, de conférences, d'activités culturelles…

##### Institut Louis Pasteur
Fondé par Jules Bordet, disciple de Louis Pasteur il est construit d'après les plans de Valère Dumortier, le bâtiment est édifié en 1904 avec pour fonction principale celle de Centre de bactériologie et de sérothérapie de la Province de Brabant. Aujourd'hui après sa restauration en 2002 on peut y trouver une délégation du Land de Bavière.

##### École de Commerce
La construction de l'École de commerce partage de nombreux point communs avec la Bibliothèque Solvay ; même époque, mêmes architectes et même mécène. Elle est occupée depuis 1955 par le Lycée Emile Jacqmain. En façade, deux bas-reliefs symbolisant le négoce et le voyage rappellent la vocation première du bâtiment.
C'est actuellement une annexe du Lycée Jacqmain.

### La brasserie Léopold
La brasserie Saint-Hubert, ancêtre de la brasserie Léopold se trouvait à l'origine à front d'un des étangs d'Ixelles (maintenant disparu), à l'emplacement actuel du Victory House, entre les rues des Cygnes et Malibran. Elle appartenait à la famille Rijckaert aux XVIIe et XVIIIe siècles et passa en 1781 entre les mains de Jean-Baptiste Van Amelrijck, agent municipal à Ixelles sous la révolution. Ce dernier n'eut aucun fils et transmis la brasserie à sa fille et son gendre, Guillaume Keymolen. À leur tour, ils transmirent l'entreprise à leur fille et leur gendre, Joseph Damiens. Elle restera dans la famille Damiens jusqu'à la première Guerre Mondiale. En 1860, à la suite de l'assèchement du grand étang d'Ixelles et à l'accroissement des activités de la brasserie, celle-ci est contrainte de déménager et va alors s'implanter rue Vautier, en face de la gare du Luxembourg.
À côté se trouvait le parc Léopold alors complètement négligé. Ce nouvel emplacement s'est avéré très avantageux : l'air y est pur, à quelques minutes de la Grand Place et en lien direct avec la gare du Luxembourg qui permettait de desservir tout le pays.
En 1880, Joseph Damiens décide de renommer la brasserie « brasserie Léopold » en l'honneur du premier roi des belges. Joseph Damiens décède en 1884 et c'est alors son fils de 17 ans, Georges qui va reprendre la gestion. Malgré son jeune âge, c'est sous sa direction que la brasserie Léopold va connaître une croissance sans précédent. En raison de l'évolution des goûts en matière de bière, la brasserie doit faire place à de nouvelles installations pour le brassage des bières à basse fermentation. En avril 1888, la première livraison de bière «Bock» quitte la brasserie. Une liaison ferroviaire reliait directement la brasserie à la gare du Luxembourg.
La demande croissante pour les nouvelles bières nécessite la construction de nouveaux bâtiments. On construit une nouvelle salle de brassage qui jusqu'en 1930 produira près de 176 000 hl. Georges Damiens a deux fils, Edmond et Pierre avec lesquels il gère l'entreprise. En 1913, l'entreprise familiale est convertie en une société à responsabilité limitée. La brasserie connaît des moments difficiles lors de la première Guerre Mondiale où elle voit sa production diminuer de moitié. En effet, les allemands perquisitionnent le cuivre et les autres métaux ainsi que les chevaux destinés au transport. Il faut attendre 1920 pour retrouver une production comparable à celle de 1913. À partir de là, la brasserie va progressivement étendre ses installations en direction de la rue Wiertz et du parc Léopold jusqu'en 1945.
Déjà à partir des années 1920, la brasserie Léopold ambitionne de racheter les petites brasseries qui ne disposent pas de ressources suffisantes pour passer à la production de bière à basse fermentation. Mais il faudra attendre les années 1950 pour qu'elle atteigne son apogée en rachetant la brasserie « Lootvoet » à Overisje ainsi que la brasserie « De Lac » à Bruges. La brasserie Léopold sera même présente à l'expo 58 où elle dispose d'un café « la Nouvelle Brasserie de la Couronne » dans le village « Belgique 1900 ». L'entreprise va continuer d'évoluer de manière favorable jusqu'en 1975, en parvenant à augmenter chaque année son chiffre d'affaires. Cependant, avec le début de la crise économique ainsi qu'une concurrence de plus en plus féroce, la brasserie commence à éprouver des difficultés. En effet, la bière Léopold en tonneaux connaît toujours un certain succès mais la vente en bouteille régresse fortement : le groupe Artois interdit à la brasserie Léopold de vendre ses bouteilles de bière dans les supermarchés. De plus, certains contrats signés à l'étranger arrivent à leurs termes et ne sont pas reconduits. L'ensemble de ces difficultés qui mettent en péril la brasserie pousse l'entreprise à faire appel au grand groupe Heineken qui la revend au groupe Artois en 1976. À sa fermeture en 1981, la brasserie est la dernière encore opérationnelle sur le territoire de Bruxelles et compte encore 150 employés. En 1986, la brasserie Léopold et une série de maisons environnantes sont rachetées par des promoteurs immobiliers en vue d'être rasées pour la future construction du parlement européen.

### Est bruxellois
À l'Indépendance, la ville de Bruxelles se révèle trop petite et inconfortable pour accueillir les fonctions du nouvel État, les résidences des diplomates, les hommes d'affaires, les grands bourgeois et les hauts fonctionnaires. Ces nantis devaient donc trouver le lieu le plus adapté à leur nouvelle installation. La demande d'un nouveau quartier possède donc, dès l'origine, une dimension commerciale.
Le centre-ville est bruyant, surpeuplé, vétuste et populaire. Quant à la rive gauche de la Senne, elle est peu accueillante. Les remparts n'y sont pas nivelés, les usines et ateliers sont proches des zones d'habitations, l'air y est réputé malsain et la rivière menace de débordements.
Alors que l'est de la ville, proche des lieux de décisions et de pouvoir (parlement, ministères, palais royal) et apportant quiétude (parc Léopold) semble tout à fait convenir à un grand projet d'embellissement de la ville. De plus, les remparts y ont déjà été démantelés, ce qui n'est pas encore le cas partout, et ce lieu est le prolongement logique du quartier aristocratique du XVIIIe siècle. On prévoit d'ailleurs d'y construire : un palais de justice, un palais royal, un hippodrome, un cirque, un marché, une caserne… Mais seuls l'église, le concert noble et un zoo (éphémère) y virent le jour.
C'est ainsi qu'en avril 1847, un rapport sur la situation financière de la ville décompte, dans ce quartier le plus riche et le plus en vogue de Bruxelles, 115 hôtels particuliers, dont 42 avec porte cochère.

#### Maisons bourgeoises et hôtels particuliers
La plupart des hôtels particuliers se distinguent par la présence d'écuries ou de remises. Toutefois, les dépendances en fond de parcelle accessibles via un passage cocher intégré à l'hôtel.
Les hôtels sont en effet plus fréquemment situés sur une parcelle traversant l'îlot jusqu'à une rue secondaire, à front de laquelle est bâtie la dépendance. Ce sont principalement les rues des Éburons et Boduognat qui jouent ce rôle de coulisse, pour le square Marie-Louise et l'avenue Palmerston.
Les hôtels particuliers s'implantent également aux angles des artères ; ils sont alors suivis d'une cour puis de dépendances le long de la rue latérale. Un bel exemple, démoli, est le no 9 du square Ambiorix, conçu par l'architecte Henri Van Massenhove pour la veuve d'un général, à l'angle de la rue de Pavie.
Au fil du temps, les écuries des rues secondaires ont été converties en garage, puis transformées en logement ou remplacées par des immeubles à appartements. Il est d'ailleurs intéressant de noter que les hôtels de maître conçus dans les premières années du XXe siècle sont pourvus d'une « remise pour automobile », intégrée le plus souvent au rez-de-chaussée de l'habitation. C'est notamment le cas d'une demeure Beaux-Arts de 1912 au boulevard Charlemagne.

#### Îlot résidentiel cerné par les rues Belliard, de l'Industrie, Montoyer et de la Science
L'ilot est bâti selon un idéal de mixité sociale, comme démonstration de la coexistence possible de l'hôtel de maitre avec la maison plus modeste.
On remarque ici une succession de maisons de maîtres et d'hôtels particuliers. Chacun de ces hôtels se caractérise par une porte cochère donnant accès à un hall carrossable. Sur soubassement de pierre, les baies du RDC sont séparées par des trumeaux à bossages. L'étage noble quant à lui est orné d'un balcon à balustres de pierre qui englobe les 3 fenêtres centrales. Celles ci, tout comme celles du deuxième étage, sont rehaussées d'un chambranle à crossettes.
À gauche comme à droite, s'élèvent des habitations d'apparence plus modeste. Leur largeur mitoyenne peu importante (6 mètres) et le traitement architectural moins riche de leur façade tendent à le prouver.
En effet ces quatre constructions sont discrètement garnies d'un enduit blanc sur toute leur hauteur. Le rez-de-chaussée subit la même loi et ne présente donc pas de soubassement de pierre ou de briques enduites faisant saillie.
Enfin, à chacun des coins que forme la rue Belliard avec la rue de l'Industrie et la rue de la Science, une maison de maitre achève la rangée d'édifice décrits ci-dessus. Ces édifices se caractérisent par les mêmes signes extérieurs que les hôtels centraux : soubassement de pierre et rez-de-chaussée richement travaillés, étage orné d'un balcon, fenêtres encadrées de chambranles dont le profil ressort du plan de la façade, bandeau séparant systématiquement chacun des étages.
La construction d'une prolifération d'annexes en fond de cour et de gigantesques immeubles à appartements à chaque coin de l'ilot, a démantelé la rigueur cadastrale de 1840, mais certains bâtiments originaux ont subsisté malgré tout.
Rue Belliard, les deux hôtels sont toujours présents, bien que l'hôtel à gauche a été surélevé de deux étages, on devine qu'à l'origine ils étaient semblables.
Un des derniers anciens hôtels de maître au 18 de la rue de la Science fut celui du coin de la Rue de la Loi.  Transformé en bureaux pour la société Finelgaz devenue avec le temps Finargos.

#### Demeures et ateliers d'architectes et d'artistes
L'une des richesses du quartier réside dans la présence de nombreuses habitations personnelles d'architectes, qui rivalisent d'originalité. Si plusieurs d'entre eux osent le style Art nouveau, d'autres optent pour un éclectisme aux accents classiques, tel Jean-Joseph Caluwaers, empreint de Renaissance flamande ou teinté de néogothique, comme Arthur Verhelle et Antoine Aulbur.
Plusieurs artistes élisent par ailleurs domicile dans le quartier. Avant l'aménagement de celui-ci, les frères Jean-Joseph et Jacques Jacquet, tous deux sculpteurs, habitent une vaste propriété, aujourd'hui disparue, en bordure du cimetièr. L'architecte Gustave Saintenoy y bâtit un atelier en 1863. Au no 33 de l'avenue de Cortenbergh, l'architecte Ernest Van Humbeeck conçoit, en 1885, un atelier pour le sculpteur Guillaume Charlier, lui aussi aujourd'hui démoli. En 1893, le sculpteur Jules Lagae installe son atelier en fond de parcelle avenue Michel-Ange ; quelques années après, l'architecte Arthur Verhelle lui bâtit une habitation à front de l'artère).
En 1896, l'architecte Henri Van Massenhove dessine pour le peintre Constant Montald une maison-atelier, aujourd'hui disparue, au no 22 de l'avenue de la Renaissance. En 1898, Paul Hamesse conçoit pour sa part la maison-atelier du peintre-décorateur Arthur Rogiers. La même année, le sculpteur Pierre Braecke se fait construire un atelier arrière rue de l'Abdication, complété, en 1901, par la remarquable habitation due à son ami et collaborateur l'architecte Victor Horta. Le statuaire Frans Henin commande de son côté une singulière maison-atelier à l'architecte Jules Brunfaut, conçue en 1904 sur une parcelle tout en longueur rue des Éburons. La famille Wolfers, créatrice de la maison d'orfèvrerie du même nom, s'installe en outre au no 4 du square Marie-Louise. La maison, aujourd'hui remplacée par un immeuble à appartements, est dotée d'un atelier arrière, remplacé en 1924 par l'atelier de statuaire de Philippe Wolfers.

#### Édifices publics et communautaires
Le quartier Nord-Est compte relativement peu d'édifices publics. Un palais des Beaux-Arts prévu dans le premier projet de Bordiau, conçu en 1870, ne verra pas le jour dans le quartier. De même, la monumentale église qui devait clore la perspective de l'ensemble, au square Marguerite, ne sera jamais réalisée. Les paroissiens devront se contenter d'une chapelle provisoire rue du Noyer, sur le territoire de Schaerbeek, puis d'une église relativement modeste, bâtie en 1908-1909.
Outre les dames de Berlaimont, qui implantent dès 1864 un pensionnat pour filles sur le site de l'actuel complexe éponyme, plusieurs communautés religieuses investissent le quartier : celle des dames de la Retraite, qui fondent deux établissements scolaires, ainsi que la congrégation des Sœurs de Notre-Dame de la Compassion, responsables de deux institutions médicales. Deux autres communautés, les Sœurs Gardiennes de l'Eucharistie et les Sœurs Franciscaines de la Sainte-Famille, étaient installées côte à côte au boulevard Clovis, dans des bâtiments aujourd'hui démolis, conçus respectivement en 1900 et 1910. Entre la rue Leys et l'avenue de la Renaissance s'implante en outre une communauté dominicaine, qui y édifie, de 1901 à 1906, un couvent et une église.
Le quartier nord-est se dote en outre progressivement d'institutions éducatives. Avant l'urbanisation, un orphelinat pour filles s'implante à l'angle de la rue du Noyer et de l'avenue de Cortenbergh (architecte Vanderrit, 1869) ; il est aujourd'hui démoli. À la même époque est érigée, le long de la rue du Caillou, future rue des Éburons, l'école communale no 9 (architecte J. Segers, 1864).
Avant d'accueillir les enfants des bourgeois du nouveau quartier, cette école était destinée à scolariser ceux des petites gens du quartier Granvelle.
Entre 1899 et 1908, pas moins de sept institutions scolaires voient le jour :l'École militaire, conçue à partir de 1899 en bordure du parc du Cinquantenaire ; une école primaire (architecte E. Reposeur, 1899) et un pensionnat catholique (architectes E. et L. Reposeur, 1902), érigés respectivement rues Charles Quint et des Confédérés ; des locaux scolaires aménagés en 1902 par le cercle de Saint-Josse, au n° 21 de la rue John Waterloo Wilson ; deux écoles moyennes, l'une de filles, l'autre de garçons, conçues en 1904 par l'architecte Edmond De Vigne. Une seconde école primaire communale, dessinée par l'architecte Théo Serrure en 1902; et enfin une école communale ménagère, créée en 1908. Il faut attendre 1921 pour que soit conçue une crèche dans le quartier. Elle est dessinée par l'architecte de la Ville F. Malfait, face à l'Athénée Max-Carter.
Symbole de l'excellence des conditions d'hygiène du quartier, un Institut chirurgical s'implante en plein cœur de celui-ci, au square Marie-Louise, le complexe est géré par les Sœurs de Notre-Dame de la Compassion. Quatre ans plus tard, ces dernières commandent au même architecte la Maternité Sainte-Anne, implantée juste derrière l'Institut, rue Boduognat no 13-17. Désaffectés, les deux complexes font actuellement l'objet de projets de réaffectation.

### Le pensionnat de Berlaymont
Le Couvent et le pensionnat du Berlaymont sont fondés en 1625. Ils sont dirigés par les sœurs, les « dames du Berlaymont », guidées par l'évêché de Malines, qu'elles considéraient comme leur maître supérieur. De manière générale, les sœurs contactaient l'évêché de Malines, comme en témoignent de nombreuses lettres, afin de demander des autorisations ou des requêtes pour l'organisation de la vie du couvent ou encore celle du pensionnat. En effet les deux étaient intimement liés et fonctionnaient en parallèle, dans un même cadre, et dirigés par de mêmes supérieurs. Ainsi, il est possible de consulter les échanges de contacts entre les Dames du Berlaymont et l'évêché de Malines aux archives de la ville.
Durant les XIXe et XXe siècles, le pensionnat de Berlaymont était dirigé par une communauté religieuse qui accueillait des jeunes demoiselles issues de la bourgeoisie. On leur donnait une éducation chrétienne ainsi que des enseignements de base tels que la religion, la lecture, l'écriture, l'arithmétique, ou les ouvrages des mains. L'ambition de cette institution était d'apprendre à ces jeunes filles tout ce dont elles pourraient avoir besoin plus tard, afin de devenir des servantes, des filles de boutiques ou des costumières chez des particuliers. Ainsi, au fil des années, l'internat du Berlaymont a fait sa réputation, et s'est inscrit à Bruxelles comme un lieu d'enseignement respectable, avec des retours très positifs de la part des employeurs.En 1827, cinquante jeunes filles profitaient de l'éducation soignée du Berlaymont, mais certaines années ont été encore plus fréquentées, allant jusqu'à une centaine de pensionnaires.
Parallèlement à l'internat, une deuxième école accueillait gratuitement des jeunes filles qui étaient issues d'un milieu pauvre pour des classes journalières. Ainsi, les deux enseignements étaient fournis comme tout autre établissement d'instruction publique à Bruxelles, soumis à la surveillance des autorités civiles.
Le pensionnat de Berlaymont doit sa création à Marguerite de Lalaing et à son époux, le comte Florent de Berlaymont, qui se disait « navré et toute marrye de voir l'éducation des jeunes damoyselles en sy fascheux estat ». C'est grâce à sa rencontre avec Madame de Duras, et avec l'appui et la faveur de l'Archiduchesse Isabelle, Infante d'Espagne, que le projet pourra se réaliser en 1625. Son but est de créer une école ouverte aux jeunes filles pour en faire « de vraies chrétiennes ».
Les temps deviennent de plus en plus difficiles pour les ordres religieux contemplatifs sous les gouvernements autrichiens et français : lors de la Révolution française, le cloître est saisi, vendu et détruit. Les Dames de Berlaymont sont contraintes à l'exil en 1794. Ainsi, les religieuses et l'école déménagent et s'installent près de la Montagne de la Cour.
Un peu plus tard, le couvent et son pensionnat sont de nouveaux menacés de fermeture. Les dernières sœurs quittent le monastère le 31 mai 1798. Quelques mois plus tard, la propriété est mise en vente. À chaque menace d'expulsion, les religieuses même dispersées, restent soudées. Leur première préoccupation est de rouvrir le pensionnat.
L'internat survit grâce à quelques élèves à la maison de la Folie, rue aux Laines, puis dans l'ancien hôtel du prince de Gavre, rue des Trois-Têtes. En 1802, les religieuses vont les rejoindre dans la maison voisine. Puis en 1808, elles s'installent dans le quartier des Minimes entre les rues de l'Etoile, du Manège et de l'Arbre Bénit. Leur voisin, Le prince de Mérode, leur cède une partie de son vaste jardin pour faciliter la construction du nouveau pensionnat.
Dans une lettre du 19 octobre 1836 adressée à Madame la Srévôte, la sœur supérieure de Berlaymont fait une requête demandant que les mères des pensionnaires puissent entrer dans les jardins et dans les classes de l'internat afin de ne pas rompre le contact familial de façon stricte. La demande concerne également l'autorisation à changer la récitation de l'office en celle du «Bolaire» lorsque leurs venues sont programmées. Des séances musicales et littéraires étaient également organisées au pensionnat, environ cinq fois par an, où les élèves jouaient de petites pièces. Lors de ces événements importants, la confrérie des Rois était évidemment conviée aux représentations, ainsi que les mères, les sœurs et les amies des jeunes étudiantes.
Des sorties «scolaires» avaient également régulièrement lieu, comme en août 1830 où les enfants du pensionnat ont rendu visite à l'archevêché de Malines. Lors de cette balade, un groupe de Jécistes et de Croisées ont assisté à un congrès eucharistique dans la ville de Malines afin de renforcer l'action catholique du pensionnat. Ces sorties étaient bienvenues et considérées avec enthousiasme par les pensionnaires qui n'avaient pas souvent l'occasion de quitter le site, rue de la Loi.
À partir de 1855, le couvent de Berlaymont a un nouveau projet : celui d'une maison de campagne. L'idée est de louer ou d'acheter une maison avec jardin à proximité de Bruxelles Ville, afin de servir de promenade aux pensionnaires et religieuses infirmes. C'est un lieu consacré à la santé afin de faire jouir l'air de la campagne.
En réponse à la proposition des Dames de Berlaymont, Mme le Grévote dit « A votre place, je ne m'établirais pas [...], mais sur les hauteurs entre Schaerbeek et Evere, au centre du quartier Léopold et Woluwe Saint-Lambert, un hectare de terre, je l'entourerais de murs et j'y bâtirais une maison simple et adaptée à l'usage que vous voulez en faire. » (Dossier Berlaymont, Archives Diocésaines, Malines.)
Un règlement, consultable aux archives diocésaines à Malines, a été édifié pour cette dépendance. Entre autres, on peut y voir que les religieuses et pensionnaires doivent s'y conduire en voiture fermée et que ces dernières ne peuvent s'y rendre seulement qu'avec l'accompagnement d'une personne de confiance.
Les élèves suivront autant que possible le règlement de la maison de Bruxelles et ne peuvent ni sortir de l'enclos, ni faire de visites. Cette maison de campagne deviendra en 1864, leur maison mère.
Un problème majeur au niveau du fonctionnement a marqué l'internat dans les années 1930. En effet, d'après une lettre de sœur Louise Bosquet, Supérieure de la communauté de Berlaymont, datant de 1926, le manque de religieuses formées à l'éducation des jeunes filles est problématique. Dans ce courrier, elle indique au Roi que seulement 14 religieuses gèrent toutes les pensionnaires et l'école des pauvres, entraînant une difficulté pour elles à tout superviser. De plus, leur manque de formation dans le domaine de l'éducation est un désavantage remarquable face à la professionnalisation des jeunes filles. Ainsi, cette lettre de plainte cite l'arrêté Royal du 12 juin 1800, spécifiant qu'elles peuvent être jusqu'à 24 religieuses pour la bonne éducation des jeunes filles, dont quatre étant novices. De cette manière, la sœur demande au Roi d'accepter plus de religieuses pour parfaire à l'éducation des jeunes filles, ainsi qu'aider celles déjà présentes, qui sont souvent très âgées (4 d'entre elles ont plus de 60 ans).
En plein dans la Seconde Guerre mondiale, en 1941, l'internat compte 45 pensionnaires, une diminution due à la difficulté de ravitaillement.
Dès 1957, il y a une volonté de la part des supérieures de la communauté Berlaymont de faire un enseignement également pour un public de jeunes garçons ; chose malheureusement impossible sur le même site à cette époque. Une demande de création de section moyenne familiale est également soumise la même année, qui sera, elle, acceptée.
Celle-ci consiste à élargir l'éventail de l'enseignement secondaire, qui était jusque-là réduit aux humanités Gréco-latines et au cycle inférieur des moines. Or, par cette requête, le but est de répondre aux besoins des adolescents, insuffisamment douées ou trop faible de santé, d'acquérir une culture générale, moyennant un programme allégé par rapport à l'enseignement pratiqué jusque-là, cherchant à favoriser les études techniques plutôt que les études fortes.
Cette demande a été manifestée par les parents, et suivie par la communauté de Berlaymont qui perdait chaque année beaucoup d'étudiantes à cause de la difficulté de l'enseignement, notamment dans les mathématiques. En effet, certaines étudiantes de 6e primaire ne pouvaient pas rester au Berlaymont malgré leur souhait car leur niveau était estimé comme trop faible sans l'approbation d'une 6e moyenne familiale.
À la fin des années 1950, la présence de cette vaste parcelle attire les promoteurs immobiliers privés. Le 8 décembre 1958, le gouvernement belge fait une offre de 2,38 millions d'euros avec en plus un échange de propriétés contre un terrain de 26 hectares dans le domaine d'Argenteuil à Waterloo.
L'ensemble du complexe monastère et scolaire déménage, laissant l'État Belge acquéreur de la propriété, rue de la Loi, pour y construire le centre administratif de l'union européenne.
Cette décision a été prise principalement par un besoin spirituel et financier.
En effet,l'entretien du Bâtiment rue de la loi coûte trop cher, et ne permet donc pas de rajeunir certaines installations scolaires. Les architectes chargés du dossier sont le groupe Structures à Bruxelles.
Dans l'enseignement à Argenteuil sont regroupés un jardin d'enfant, des classes primaires et secondaires et une école de ménage.
Dans les années 1970, l'enseignement a été modernisé. En effet, la mixité a été introduite aussi bien au niveau du centre scolaire que de l'internat. La direction a été cédée à une ASBL constituée de représentants de l'Archevêché, de religieuses, de professeurs, de parents, d'amis et d'anciennes élèves, et de membres de la direction. Aujourd'hui, le Centre scolaire accueille près de 500 élèves du primaire et 1 000 élèves du secondaire, tandis que l'internat ne compte en moyenne que 75 internes.

### Le couvent Van Maerlant
Aujourd'hui, le couvent des Dames de l'adoration perpétuelle se situe rue Van Maerlant dans le quartier Léopold, toutefois cela n'a pas toujours été le cas. Elle est passée d'une simple chapelle aux instances de la communauté européenne.
En 1455, une chapelle est bâtie rue des sols près du Mont des arts (quartier Terarken). Elle est construite par Gilles Van den Berghe avec les autorisations du Pape Eugène IV. Plus tard, le bâtisseur construit un hôtel de maître accolé à la chapelle. Celui-ci est vendu par les descendants du constructeur au prince Henin-Liétard dont la petite fille épouse le comte Salazar, ce qui donnera le surnom de « Saint-Lazaire » à la chapelle.
En 1735, la chapelle est rénovée en style néo-classique. La baronne d'Hoogvorst rachète la chapelle Saint-Lazaire et l'hôtel particulier en 1847. Elle y place l'ordre des Dames de l'Adoration Perpétuelle fondé par Anna de Meeûs.
C'est en 1858 que la baronne y rajoute une église en briques rouges de style « néo-ogival » .
À Bruxelles, en 1908, les grands travaux pour construire la jonction nord-midi commencent, ce qui a comme conséquence la destruction de l'ilot entre la rue des sols et la rue Ravenstein où se trouvent l'église, l'hôtel des maîtres et la chapelle des Dames de l'Adoration perpétuelle. L'expropriation de l'ordre les amène à créer une réplique de l'église en briques rouges et de la chapelle Saint-Lazaire, à côté d'un nouveau couvent dans la vallée du Maelbeek.
À la suite des deux grandes guerres, les travaux de la jonction nord-midi sont temporairement arrêtés. L'ancien bâtiment des sœurs devient alors un auditoire pour l'université libre de Bruxelles en 1923.
La finalisation du chantier reprend après la Seconde Guerre mondiale. La chapelle et l'hôtel de maître ne sont totalement détruits qu'en 1955. Il existe donc deux chapelles identiques à Bruxelles pendant près de 50 ans. Les sœurs, de moins en moins nombreuses, ne sont plus capables de s'occuper du couvent et déménagent en 1974 dans un lieu plus adapté. Les bâtiments vivent à partir de cette date une sombre période durant laquelle ils sont abandonnés, des messes noires y sont célébrées et l'intérieur subit de nombreuses dégradations.
Jusqu'en 1989 où le CFE rachète le complexe dans l'intention de simplement garder la chapelle et de détruire le reste pour y créer des bureaux. Cependant l'administration bruxelloise les oblige à garder la totalité des façades et le volume du couvent existant.
En 1993, ils font appel au groupe d'architecte AA pour réaliser la reconversion du couvent. La reconversion/restauration débute en 1994 et s'étend jusqu'en 1999.
C'est en 2000 que les bureaux sont occupés par la commission européenne, qui y installe une bibliothèque deux ans plus tard.

#### Les dames de l'adoration perpétuelle
Anna-Marie-Pauline de Meeûs (1823-1904) fonde le petit institut (qui deviendra de droit pontifical en 1872) des Dames de l'Adoration perpétuelle du Très Saint-Sacrement avec son amie Léopoldine de Robiano.
Tout commence en 1843, lorsque Anna de Meeûs, alors âgée de 20 ans, visite la sacristie de l'église d'Ohain, elle est frappée par son état déplorable et trouve sa vocation. Elle imagine une association qui maintienne la foi par l'adoration.
L'association s'installe à Bruxelles mais aussi à Gand, Anvers, Bruges, Namur, Tournai et Mons (et même en dehors de la Belgique, en Europe, en Asie, en Australie ou encore aux États-Unis où elle porte le nom de Tabernacle Society).
En 1857, elle s'installe rue des sols, dans l'ancien hôtel Salazar (seules quelques religieuses et novices) mais sera transférée rue Van Maerlant à cause des travaux de la jonction nord-midi.
Cette congrégation est particulière par la très forte présence aristocratique, en effet la famille de Meeûs fait partie de la noblesse belge.
L'appellation Dames au lieu de sœurs est une prétention, cela démontre l'appartenance à « l'aristocratie conventuelle ».
À partir de 1969, elles prennent le nom de Religieuses de l'Eucharistie.

#### Reconversion du couvent
Depuis 1989, un projet de reconversion est pensé pour le couvent abandonné mais ce n'est qu'en 1994 que les travaux de reconversion débutent avec le groupe d'architectes AA. Une des premières transformations est le rajout d'un volume dans la cour intérieure qui permet de la transformer en un atrium protégé d'une couverture de verre et d'acier. Un autre grand changement est la division en plusieurs étages de l'ancienne église du couvent. En effet, la bibliothèque se trouve au quatrième niveau qui se situe à quelques mètres du plafond de l'ancienne partie sacrée (le cœur). La charpente du toit de l'église est remplacée par un système de poutres et de tirants en acier. Ils permettent une extension de la bibliothèque sous les combles.
Les ouvertures en arc brisé sont épousées par un châssis noir qui reprend la forme exacte de l'arc.
Le seul élément qui est restauré dans l'état d'origine est la petite chapelle St-Lazaire, appelée aujourd'hui chapelle pour l'Europe ou Chapelle de la Résurrection, qui est accolée à l'ancienne église. Elle est officiellement consacrée le 25 septembre 2001 par l'archevêque de Malines-Bruxelles, le cardinal Godfried Danneels.

### Immeubles de bureaux

#### Un quartier historique et résidentiel
Le quartier nommé aujourd'hui le quartier européen ou le quartier nord-est était à ses débuts un quartier essentiellement résidentiel comptant des maisons bourgeoises, des hôtels particuliers, des demeures, des ateliers d'architectes et d'artistes, des maisons ouvrières, des immeubles de rapport, des petites entreprises et des édifices publics et communautaires.
En 1958 la commission européenne s'installe rue Belliard au numéro 51 et 53. Aujourd'hui la commission occupe à Bruxelles plus de 3 500 m2 de bureau. De grands enjeux se jouent et la commission implique d'accueillir d'autres organismes ayant des intérêts financiers et aspirant à avoir des relations avec la commission comme des syndicats, des sociétés, des bureaux d'avocats... Ce quartier a été ces 50 dernières années en perpétuelle mutation mais pas toujours avec cohérence.
Avant le projet d'extension nord-est le quartier était essentiellement habité par une population modeste, vivant dans de petites maisons ouvrières le plus souvent composées d'un seul étage. Une nouvelle orientation va être donnée au quartier par l'architecte Gédéon Bordiau qui dessinera un quartier destiné à la construction d'habitations unifamiliales. Son projet sera approuvé dès 1875 mais il faudra attendre les années 1900 pour que soit entièrement édifié le quartier à l'extrême Est.
Il définit des artères larges et des parcelles relativement longues et étroites. Le quartier résidentiel et aéré va attirer différents profils; la bourgeoisie s'installe aux abords des squares, la classe moyenne s'installe en périphérie du quartier, et on observe un phénomène particulier; un certain nombre de propriétaires destinent leurs constructions à la location. Ces habitations sont similaires à l'intérieur, elles se démarquent cependant par leurs façades différentes. Fin du XIXe début XXe certains architectes marqueront le quartier par le grand nombre de constructions qu'ils laisseront, notamment Bogaers qui construit des maisons identiques dans un style néoclassique ou encore Henri Van Massenhove qui laisse une soixantaine de constructions éclectiques et Édouard Elle qui, lui, laisse une cinquantaine d'édifications dans le quartier.
Les maisons bourgeoises présentent des plans-types, composés de trois pièces en enfilade et disposant de combles pour les domestiques. Les façades, comme dit précédemment, sont différentes mais sont habituellement ordonnées de deux ou trois travées, agrémentées d'un balcon ou d'une logette. Ce plan-type est plus marqué encore pour les hôtels particuliers qui sont cependant construits sur des parcelles plus grandes.
De nombreux architectes élisent domicile dans le quartier, ce qui va amener une certaine émulation menant parfois jusqu'au style Art nouveau et une cohabitation de différents styles.
Parallèlement à ces deux phénomènes (maison bourgeoise et atelier d'architecte), le quartier va également attirer les investisseurs. Les immeubles de rapport sont construits sur des parcelles de tailles comparables aux maisons bourgeoises. Ces immeubles sont composés de quatre étages et d'un rez-de-chaussée commercial.
Destinés à la location et au commerce, ils sont généralement situés sur des parcelles d'angle leur permettant de jouir d'une plus grande visibilité.
L'exemple du numéro 72 rue Belliard illustre parfaitement ces phénomènes. En 1863 l'immeuble est construit sur une parcelle vide, par un architecte du quartier, M. Govaert, demeurant au 66 rue de la Loi, qui édifie un immeuble pour le compte de madame la vicomtesse De Beughem. Le bâtiment présente une architecture néoclassique (annexe.1.) moins caractéristique du quartier nord-est mais tout de même fort représenté rue de la Loi et rue Belliard. Plan : immeuble construit en 1863 par l'architecte Govaert au 72 rue de la Loi.
Immeuble présentant une façade de style néoclassique, avec un soubassement au rez-de-chaussée et deux travées marquant chacun des deux étages.
Le quartier comptait de nombreux débits de boissons destinés aux riverains et aux promeneurs. La promenade étant une activité sociale importante au XIXe siècle et le quartier, doté de nombreux parcs et squares, était propice à ce type d'activité. Le quartier étant principalement résidentiel et apprécié pour ses promenades, il y avait le long des rues de la Loi et Belliard, de nombreux débits de boisson et commerces.
Encore au début du XXe siècle des permis sont introduits pour ouvrir encore plus de commerces et de débits de boissons. Un exemple peut être cité au numéro 22 de la rue de la Loi, où est faite une demande en 1912 pour transformer une écurie en magasin avec vitrine. Aujourd'hui ces rez-de-chaussée commerciaux n'existent plus. Quelques entreprises, ateliers et quelques rares bureaux s'implantent dans le quartier, contrairement à aujourd'hui leur superficie était limitée et ils s'inséraient discrètement dans le tissu urbain de l'époque.
Les ateliers et entrepôts étaient majoritairement liés à la construction (puisque le quartier était principalement résidentiel avec des bourgeois et des architectes liés à la construction). La discrétion de l'implantation de ces activités dans le tissu urbain s'explique par le fait qu'elles étaient le plus souvent implantées en intérieur d'îlot.

#### Mutations architecturales et développements urbanistiques
Le quartier est complètement édifié fin des années 1910 et peu de transformations auront lieu jusque dans les années 1950. Les raisons en sont que les artères ont été définies en 1875, l'édification des immeubles a été entreprise juste après, il restera très peu de parcelles libres. L'analyse des permis d'urbanisme permet de constater qu'entre 1910 et 1920 certaines habitations font l'objet de rhabillage de façade et ce principalement en style Beaux-Arts. Il est aussi intéressant de remarquer qu'au début du XXe siècle l'avènement de l'automobile a un impact important sur l'urbanisme ; un grand nombre de permis sont introduits pour la construction d'annexes, pour la transformation d'écuries en garages ou encore pour la conversion de rez-de-chaussée en garages.
À cette même période, les nouvelles constructions sont directement dotées de remises à automobile. Par exemple on peut citer les numéro 10 2 et 723 de la rue Belliard qui font une demande respectivement en 1912 et 1928. Les demandes sont dénommées comme suit « Transformer l'écurie en garage pour automobile ».
Durant l'entre-deux-guerres la bourgeoisie se déplace dans la nouvelle périphérie ce qui aura pour conséquence la division des immeubles unifamiliaux en appartements. Sur les rares parcelles encore libres sont plus généralement construits des garages, des écuries et des dépôts mais plus rarement des maisons.
Dans les années 1950 le quartier connait une première vague de démolition pour construire des immeubles de 4 à 6 étages. La seconde vague de démolition commence au début des années 1960 au moment où les institutions européennes élisent domicile autour du rond-point Schuman. Les immeubles de bureaux sont construits en masse, ils s'implantent principalement au Sud du quartier donc principalement sur la rue Belliard et la rue de la Loi.
C'est le cas d'un immeuble construit à l'angle de la rue Belliard et de la rue du Commerce impliquant la destruction de 3 immeubles. La demande de permis a été introduite par une société immobilière privée qui revendra le projet avant qu'il ne soit terminé, ce qui laisse à penser que des sociétés «lobbyistes» tentent de tirer profit du visage futur du quartier»[évasif]
L'évolution de l'immeuble situé au 66 rue de la Loi est intéressant car il regroupe plusieurs phénomènes caractéristiques de l'évolution des deux rues.
En 1896 sur une parcelle libre est construit un immeuble de style Beaux-Arts.
En 1951 l'immeuble subit des transformations de façade arrière et des transformations intérieures. Ces dernières dans le but de créer plus de logements afin d'obtenir un meilleur revenu locatif. Le propriétaire ajoute des lucarnes dans les combles pour pouvoir louer les chambres, il détruit la véranda pour en faire une pièce habitable et construction d'une annexe au deuxième entresol. Quatre ans plus tard l'immeuble va faire partie d'un projet d'envergure comprenant les numéros ; 58 à 72 rue de la Loi, 2 à 6 rue de Spa, 67 à 41 rue Joseph II et les numéro 11 à 1 rue des deux églises, soit la moitié d'un bloc.
Cet énorme projet a été introduit par la compagnie d'assurances Les Pays-Bas en 1955, celui-ci n'a finalement pas été mené à terme mais certains immeubles ont tout de même été détruits. Finalement le projet de la compagnie d'assurances Les Pays-Bas fut de moins grande ampleur comprenant finalement les numéro 64 à 68 rue de la Loi et le numéro 47 de la rue Joseph II.
L'analyse des permis d'urbanisme permet de constater que l'usage des immeubles avant la destruction était principalement de l'habitation aux étages et du commerce au rez-de-chaussée. Avant les années 1950, cette configuration d'immeuble à destination mixte est la plus fréquente dans le quartier mais ce n'est pas systématique car en 1955 il existait encore des maisons unifamiliales. Le projet de complexe immobilier allait dans un sens très différent, puisqu'il s'agissait de construire un immeuble à destination exclusive de bureaux.
Les permis d'urbanisme indiquent également que le ministère des travaux public ne s'opposait jamais aux projets s'ils étaient en accord avec l'art. 18 de l'arrêté royal du 2.12.1946 relatif à l'urbanisme;c'est-à-dire que les seuls éléments qui peuvent mettre en échec un permis de bâtir sont en rapport avec l'alignement des bâtiments.
Il y a de nombreux autres exemples de démolitions comme l'immeuble situé au numéro 64 de la rue de la Loi, démoli en 1947 pour construire un immeuble de sept étages, ou encore les immeubles aux 39 à 41 de la rue de la Loi qui ont été démolis en 1961 pour laisser place à nouveau à un immeuble de 7 étages.
Pour illustrer la seconde vague de démolitions on peut prendre plusieurs exemples : tout d'abord le Centre d'étude de l'énergie nucléaire, C.E.N. qui avait pour volonté de s'implanter à côté de la commission européenne, rue Belliard aux numéros 23 à 33. La C.E.N. introduit en 1959 un permis d'urbanisme pour démolir cinq immeubles et reconstruire un complexe de sept étages.
Le 14 août 1959 le ministère des travaux publics autorise la démolition des cinq immeubles et mentionne qu'ils sont susceptibles d'agréer l'immeuble de sept étages. En 1960 s'entame un long processus de pourparlers concernant les normes d'incendie et de sécurité mais le permis est délivré. En 1964 une nouvelle demande est introduite pour surélever l'immeuble de deux étages supplémentaires, en recul[pas clair] et ajouter des places de parking pour 73 voitures en sous-sol. On comprend dès lors qu'un parking de 73 voiture ne suffira pas pour l'usage d'un immeuble de bureau de 9 étages s'étalant sur la moitié d'un pâté de maisons.
Aujourd'hui le dernier dossier concernant cet immeuble est dénommé AVB/TP92588 et n'est plus accessible aux archives de la ville de Bruxelles en cause il est repassé au service urbanisme parce qu'il fait à nouveau l'objet d'une demande de permis. Ensuite en 1955, rue de la Loi les numéros 141 et 143 ont été démolis pour à nouveau construire des immeubles de bureaux. Les numéros 147 est annexé pour agrandir les bureaux en 19682 et construit beaucoup plus haut.
Lors de la première vague de démolition de 1950 à 1960 on peut constater que certains immeubles sont démolis pour reconstruire des immeubles de 7 étages destiné à l'usage de bureaux. Mais lors de l'analyse approfondie des archives on remarque qu'au fil de l'évolution les projets sont de plus en plus démesurés ; les demandes de permis de démolition ciblent systématiquement des ensembles d'immeubles de façon à les remplacer par des complexes de bureaux avec de grands parkings.
Il est également à noter que dans les autorisations du ministère des travaux publics il n'y a jamais aucun refus ni de débat concernant la démolition des immeubles anciens, les questions se portent sur certains éléments urbanistiques comme la profondeur de l'immeuble, le recul de celui-ci, , etc.

#### Développement des communautés européennes
Les grands changements urbanistiques apparaissent à partir des années 1950, ces raisons ne sont évidemment pas étrangères à l'installation des institutions européenne à Bruxelles. Les institutions européennes sont descendantes de la CECA, communauté du charbon et de l'acier, qui a été créée en 1951 par le traité de Paris, ses bureaux sont installés à Bruxelles, à Strasbourg et à Turin.
En 1957 est créée la CEE, communauté européenne de l'Énergie atomique par le traité de Rome, son siège est d'abord situé au château de Val Duchesse à Auderghem, puis un an après déménage au centre de Bruxelles.
Au 51-53 rue Belliard mais le nombre de fonctionnaires augmente vite et les différents services se voient dans l'obligation de se disperser dans différents immeubles. Pendant plus de trois ans, il y aura des divergences entre les nations pour la localisation du siège des institutions, celles-ci amenant un grand nombre d'avantages financiers pour le pays qui les accueille. Les institutions sont situées dans quatre villes différentes à Francfort, Strasbourg, Luxembourg et Bruxelles. À Bruxelles en 1961, le secrétariat de la CECA fusionne avec celui de la CEE et l'Euratom et s'installe dans le Charlemagne, 170 rue de la Loi. Puis, en 1971, les bureaux sont installés dans le Berlaymont à la jonction de la rue de la loi et du boulevard Charlemagne.
Un accord définitif sur la localisation des institutions à Bruxelles est pris lors du conseil d'Édimbourg les 11 et 12 décembre 1992.
À ce moment-là, de nombreux organismes autres aux institutions s'installe au centre de Bruxelles comme les ONG, les lobbystes, les corps consultatifs et les groupes de presse.
Aujourd'hui, les fonctionnaires sont répartis au sein de différents bâtiments distribué de part et d'autre de la rue de la Loi, de la rue Belliard et d'autres rues allant jusqu'au Mont des Arts.
Rue Belliard :
- no 99-101 : Bâtiment Jacques Delors : bureau du comité économique et sociale européen et bureau du comité des régions ;
- no 7, 28 et 100 : services administratifs de la commission ;
- no 25-33 : siège de la loterie nationale de Belgique ;
- no 41-43 : représentation permanente de la Lituanie auprès de l'Union européenne ;
- no 65 : bureau de la croix Rouge auprès de l'Union européenne ;
- no 135 : le bâtiment Eastman accueillant des services administratifs du parlement européen et la Maison de l'Histoire européenne ;
- no 137 : bibliothèque Solvay ;
- no 143 : maison éclectique construite en 1907 par Paul Picquet ;
- no 159 : style Beaux-Arts ;
- no 161 : style éclectique d'inspiration renaissance flamande ;
- no 199 : siège de Greenpeace European Unit.

Rue de la Loi :
- no 200 : le Berlaymont : commission européenne ;
- no 170 : le Charlemagne : commission européenne ;
- no 175 : le Juste Lipse (Justus Lipsius): conseil de l'Union européenne ;
- no 155 : Immeuble Europa et connexion au Résidence Palace: Conseil européen et Conseil de l'Union européenne ;
- no 145 : le Lex Building: conseil de l'Union européenne.

#### Quartier européen
(30 avril 2021).
Depuis l'annonce d'un projet de quartier européen, les démolitions de petites constructions propres au quartier historique Léopold au profit de constructions d'immeubles de bureaux ont rythmé le paysage urbain avec pour conséquence une tendance vers une monofonctionnalité du quartier. En effet, le pourcentage de surface de bureaux a explosé en quelques décennies au détriment du logement. Depuis 2001, la nécessité de réintroduire du logement fait partie des préoccupations majeures pour l'avenir du quartier.
Cette idée énoncée dans le plan directeur de la Ministre Isabelle Durant sera poursuivie le 21 février 2003 par le Parlement régional bruxellois qui adopte une résolution concernant l'implantation des institutions européennes à Bruxelles visant la promotion de la réintroduction du logement dans ce quartier jugé monofonctionnel. Le plan médiateur de juillet 2005 reprendra les mêmes principes de mixité. En 2006, un accord tripartite sera conclu entre l'État fédéral, la Région et la Ville de Bruxelles, reconnaissant « qu'il convient de consolider la fonction résidentielle dans le quartier » avec pour objectifs la création de nouveaux espaces de logement par le biais de nouvelles constructions ou de travaux de rénovation afin de favoriser la mixité du quartier et l'établissement progressif de la mixité de fonctions.
L'idée étant que la diversité d'activités doive être stimulée afin que l'intégration du quartier européen dans la ville de Bruxelles et les communes voisines puisse être renforcée.
C'est également l'avis d'une étude de 2007 de Space Syntax[réf. souhaitée] sur la morphologie du quartier européen en région Bruxelloise qui juge le tissu spatial structurant du quartier comme lieu privilégié d'implantation de la mixité.
Avec le schéma directeur de 2008 ayant pour priorité la réintroduction du logement et la diversité fonctionnelle, plus de 165.000 m² de nouveaux logements ont vu le jour dans le Quartier européen depuis 2008.
Dans ce contexte, un projet du promoteur Atenor voit le jour en 2011, surfant sur la volonté de construire du logement. situé à l'angle de la rue Belliard et de la rue de Trèves il porte le nom de « Trebel » et tend plutôt à renforcer le caractère monofonctionnel du quartier par la part énorme de bureaux qu'il propose. Ce projet pose également question du fait qu'il implique la destruction d'un immeuble remarquable du postmodernisme construit seulement dans les années 1980 et abritant le siège de la banque Bacob.
En effet, la demande de permis introduite par Atenor le 17 octobre 2011 a pour objet la démolition d'un immeuble de bureaux de 18.258 m² et la construction d'un nouvel immeuble de 32.325 m² ainsi que l'augmentation du nombre d'emplacements de parking de 136 à 162.
En revanche, le projet « Trebel » ne respecte pas les objectifs de création de logements du Schéma directeur, il renforce même plutôt le caractère monofonctionnel par la mise à disposition de tous ces bureaux. Il apparaît donc curieux que ce type de projet ait été retenu et il serait légitime de se poser des questions concernent d'éventuels intérêts privés dans le secteur public...[évasif]
Ce n'est d'ailleurs pas le seul projet controversé du promoteur Atenor dans le quartier. En effet, le projet The one, Brussels Europa surfant sur l'idée de concentrer, sur un même périmètre, une mixité de fonctions porteuses de dynamisme et de convivialité. Le projet propose un ensemble mixte de bureaux, logements et commerces. On constate[Qui ?] que cette prétendue mixité[En quoi ?] n'est qu'une sorte d'alibi pour faire passer la construction d'une tour de s'élevant à plus de 110 mètres de haut, dans un quartier qui ne ce prête pas à ce type d'architecture[évasif]. Concrètement, les fonctions se répartissent de la manière suivante : 74,1 % de bureaux, 24,5 % de logements, 1,4 % de commerces.
C'est dans ce contexte controversé que des groupes comme ARAU font entendre leurs voix en s'opposant à de tels projets et en tentant d'influer sur les décisions des pouvoirs publics. 
On a pu constater[Qui ?] que si le tracé des rues n'a pas changé en 150 ans, le quartier lui a bien changé tant par son environnement visuel que par sa destination.
Les raisons en sont qu'à l'époque l'architecture jouait un rôle fondamental à cette lisibilité par son homogénéité ; les immeubles ne dépassaient pas 3 étages, la présence des travées permettait de donner des lignes de fuites vers le lointain qui plaçait au centre de la vue l'arc de triomphe (fig.8).
Aujourd'hui, la voirie a été surélevée et il n'y a plus de lisibilité architecturale et ce dû au fait qu'il n'y a plus de cohérence architecturale, certains immeubles sont en saillies par rapport à d'autres, ils ont différentes hauteurs et sont de différents styles.
En partant de l'analyse des permis de bâtir de manière chronologique, l'on a pu constater[Qui ?]une évolution au niveau de la tendance constructive influencée par la création d'un quartier européen au sein du quartier Léopold. L'émergence de bâtiments de plus en plus hauts va de pair avec l'installation d'entreprises qu'on pourrait qualifier de «lobbyistes»[évasif] tirant profit de la future installation d'un quartier européen.
D'ailleurs, on a pu voir[Qui ?] dans quelques demandes de permis, des entreprises qui revendaient leur bien alors que le permis était en cours...[réf. souhaitée]
En un temps record, le visage du quartier a complètement changé et ce dernier s'est « monofonctionnalisé » autour de l'activité «bureaux» et, bien que le pourcentage de bureaux non occupés dans le quartier ne cesse d'augmenter du fait de l'attrait pour le télétravail, les projets d'immeubles de bureaux ne cessent de voir le jour, prenant de plus en plus de hauteur et écrasant ce qui reste du quartier.
De plus, on se rend compte[Qui ?] que les acteurs principaux de ces transformations ne se sentent pas forcément concernés par le sort du quartier; les intérêts financiers des promoteurs rencontrent les décisions des pouvoirs publics et l'on peut se demander s'il y a connivence...[évasif][précision nécessaire]
Pour terminer, la mise en place d'un quartier européen au sein du quartier Léopold a induit une certaine perte des repères historiques par la construction d'une architecture démonstratique, puisqu'elle se veut institutionnelle...

## Infrastructures

### Autoroute urbaine
Vers 1972, les principales villes de la Belgique furent reliées par des axes autoroutiers importants. La liaison Bruxelles-Liège est assurée par l'autoroute E40, qui rentre dans la ville de Bruxelles jusque la grande ceinture à Diamant, où elle se transforme en tunnel. Par rapport aux autres entrées dans la ville, l'autoroute E40 est celle qui s'immisce le plus loin dans le tissu urbain, les autres étant accessibles depuis les communes périphériques. Plusieurs tunnels forme l'ensemble des passages souterrains qui dispersent les flux dans la ville.
Le tunnel Cortenbergh qui passe sous le boulevard Auguste Reyers et l'avenue de Roodebeek mène directement au rond-point Schuman en sortant sur l'avenue de Cortenbergh, au croisement de la rue du Noyer. À ce moment là, l'autoroute dissimulée dans le tunnel se transforme en « autoroute urbaine », des voies rapides qui vont garantir dans ce contexte urbanisé la continuité des liaisons intra-urbaines. On aperçoit le même cas dans le sens inverse, la voie rapide qui se développe sur la rue Belliard, s'introduit sous terre en dessous de la place Jean Rey avant de rejoindre l'autoroute.
Dans le quartier européen, on distingue une autoroute urbaine importante, sur deux sens, qui se développe sur deux grandes rues parallèles, la rue de la Loi et la rue Belliard. Les tunnels transitoires jouent le rôle de régulateur de vitesse entre l'autoroute et l'autoroute urbaine. Ces voies rapides sont séquentielles, depuis le tunnel de Cortenbergh jusqu'à la petite ceinture, on distingue trois ordres de vitesses :
- l'avenue de Cortenbergh est sur trois voies, dont deux en direction du rond point de Schuman. Cette première séquence de l'autoroute urbaine devient plus lente par rapport à l'autoroute. Le tunnel a filtré la vitesse des voitures, qui tentent de rentrer dans le centre de la ville, car plus l'on se rapproche du rond point de Schuman, plus la circulation devient dense ; on peut dire que le rythme de cette voie est modéré. Artère importante, elle est bordée d'un côté de plusieurs institutions administratives et culturelles comme l'école royale militaire, l'ambassade du Luxembourg ou encore la grande mosquée de Bruxelles. De l'autre côté se développe un tissu générique résidentiel, caractérisé par une trame en damier. Ce quartier a été dessiné par François Tilman Suys en 1838 dans l'intention d'agrandir le quartier autour du parc du cinquantenaire ;
- le rond-point de Schuman est une entité séquentielle et urbanistique. Véritable échangeur des routes nationales, il est utilisé par plusieurs milliers de voitures par jour. Le conditionnement de la circulation, indique un rythme plus lent que le reste de l'autoroute urbaine. Symbole de l'Europe, aujourd'hui le rond-point de Schuman est souvent bloqué par la circulation automobile ;
- la rue de la Loi et la rue Belliard sont des artères rapides. Autoroutes urbaines avérées, elles sont urbanisées de manière fonctionnelle, propre à l'usage de la voiture. La rue de la Loi mène directement au centre de la ville de Bruxelles en passant par la petite ceinture. Quant à la rue Belliard, elle est une des artères de sortie de la ville à la plus forte densité automobile. Ces deux voies sont étroites et bordées principalement de hauts immeubles de bureaux, elles représentent de grands corridors linaires marquant cette limite du quartier européen, le passage vers une typologie différente. Un quartier européen qui se transforme en centre ville historique.

Aujourd'hui, le quartier européen est conditionné par ses différentes artères. Plusieurs tracés de différentes époques constituent l'ensemble du quartier. L'Europe se développe et s'agrandit sur un territoire où le réseau routier sature, et empêche certaines connexions urbaines.
La présence routière semble contraindre la dynamique urbaine de l'espace public qui se développe vers le centre, notamment vers le Parc Royal. Les connexions urbaines, la mixité de fonctions, la mixité de logements, la culture et le loisir accessible à tous, sont les mots clefs qui semblent former la vision future du quartier. Il y a, en effet, une série de projet urbain en cours qui visent à diminuer l'importance des autoroutes urbaines, notamment celui de la « Loi » en collaboration avec l'architecte Christian Portzamparc, qui est un des 12 programmes urbanistiques et architecturaux proposé par le schéma directeur du quartier européen, adopté par le gouvernement de la Région de Bruxelles-Capitale en avril 2008.

### Les tunnels et la connexion à l'autoroute E40
Aujourd'hui, l'ensemble des passages souterrains du quartier Belliard, Loi, Luxembourg est composé de plusieurs tunnels distincts reliés entre eux. Ils permettent de connecter la rue de la Loi, la rue Belliard, l'avenue de la Joyeuse Entrée (le long de l'avenue de Cortenbergh), l'avenue de Tervuren (par le Tunnel du Cinquantenaire), le boulevard Auguste Reyers ainsi que l'autoroute E40 via un vaste réseau routier souterrain. L'édification de ces différentes voies de circulation s'est faite au cours de plusieurs décennies et son processus a été régulièrement interrompu par les contestations citoyennes.
Bruxelles, du fait de sa position géographique au cœur du bassin industriel du nord de l'Europe et sa fonction de capitale nationale, a toujours joué le rôle de carrefour important du réseau de transports tant au niveau belge qu'européen. Le développement de ses artères principales et de son réseau routier et autoroutier a connu un essor important à la veille de l'exposition universelle de 1958.
Esquissé dès 1950, le plan routier élaboré par Henri Hondermarcq contenait déjà l'essentiel du programme autoroutier mis en place jusque dans les années 1970. Ce plan opte pour un réseau dense d'artères de pénétration ainsi que pour un double système de voies concentriques – la petite et la grande ceinture. Les premières ont pour objectif de libérer la circulation de toutes entraves et les secondes doivent être aménagées en voies rapides munies de passages inférieurs au niveau des carrefours afin de fluidifier la circulation. Ce plan prévoyait également de relier les différentes autoroutes au-delà du ring, jusqu'au centre de la ville. Mais ce dernier point, du fait de son dessin traversant plusieurs quartiers densément peuplés, aurai nécessité de nombreuses démolitions ce qui provoqua une réaction de rejet vis-à-vis de ce plan d'aménagement de la part des populations concernées et de leurs communes respectives. Cela a eu pour conséquence l'abandon du projet de voies pénétrantes au-delà des boulevards de la grande ceinture. Exception faite du tunnel Cortenbergh qui est parvenu à se frayer un chemin de l'autoroute de Liège, actuel E40 – jusqu'à l'avenue de la Joyeuse Entrée.
Lors de la construction de l'échangeur Reyers, ses plans initiaux prévoyaient de diriger la circulation en provenance du centre vers l'avenue de Roodebeek qui aurait dès lors dû être considérablement élargie pour y loger une trémie de tunnel. Ce à quoi la commune de Schaerbeek s'est fermement opposée à cause des expropriations qui auraient été nécessaires pour la réalisation de tels travaux. L'administration des Routes a alors proposé la construction de deux tunnels sous la voirie existante épargnant ainsi les immeubles riverains. La trémie d'accès à l'autoroute devait alors être installée avenue de Cortenbergh et le tunnel devait déboucher au niveau de la place des Gueux. Mais dans la mesure où cette proposition nécessitait également la démolition partielle d'un quartier densément peuplé, la Ville de Bruxelles a proposé de concentrer la percée autoroutière le long de l'avenue de Cortenbergh dont les deux tunnels devaient, idéalement, pouvoir être prolongés du boulevard Reyers jusqu'à l'avenue Michel-Ange où ils seraient reliés au tunnel de la rue de la Loi. Cependant, les réserves techniques des ingénieurs ont amené une autre solution à voir le jour : un tunnel de pénétration en direction du centre passant sous la rue Franklin, allant des boulevards jusqu'à la rue Archimède, au pied du Berlaymont. Cette solution permettait la pénétration de l'autoroute tout en épargnant de lourdes démolitions.
Mais au cours des années qui suivirent, certaines divergences sur l'attitude à adopter face à cette nouvelle proposition sont apparues au sein du conseil communal de la Ville. « Le tunnel risquait d'agir comme une pompe aspirante de la circulation là où sa dispersion par les voies de circulations aurait été plus appropriée1 ». Dès lors, ils proposaient de mettre l'avenue Cortenbergh à double sens, de créer de nouveaux parkings de dissuasion et de transférer le reste des financements à l'achèvement du ring et au développement du métro.
Entre-temps, l'administration des Routes ayant déjà terminé le tunnel sous l'avenue de Roodebeek, lui cherchait une issue. Deux solutions sont alors envisagées : « convertir le tunnel existant à l'exploitation d'une ligne de tram depuis Evere et Woluwe vers le centre ou le faire déboucher sur une seule bande en direction de la ville sur le flanc du tunnel existant vers les faubourgs, l'avenue de Cortenbergh étant remise à double sens ». C'est au mois d'avril 1976 que l'administration des Routes annonça le choix de cette deuxième solution. Les travaux ont débuté trois ans plus tard, en 1979 et ont nécessité plus de deux ans avant leur mise en service. Par la suite, le tunnel vers les faubourgs sera prolongé jusqu'à la rue Belliard et l'avenue Cortenbergh sera réservée à l'accès vers le centre de la ville.
Aujourd'hui, l'ensemble des passages souterrains est composé de plusieurs tunnels distincts en forme de ‘Y'. La partie principale et la plus ancienne – le tunnel de Cortenbergh – passe sous l'avenue de Cortenbergh, l'avenue de Roodebeek et le boulevard Auguste Reyers. Sa première branche s'amorce au niveau de la rue Belliard, passe sous la rue Froissart et le rond-point Schuman. C'est à ce niveau là que se connecte sa seconde branche, elle-même reliée au tunnel du Cinquantenaire, qui débouche sur la rue de la Loi. Ce réseau souterrain permet aujourd'hui de connecter le trafic automobile à l'autoroute E40 et le Ring de Bruxelles (R0), assurant une connexion rapide du Quartier européen vers l'aéroport (Brussels Airport, situé à 8 km), Louvain et Liège (à l'est), Anvers et les Pays-Bas (au Nord), Namur et Luxembourg (à l'est).

### Le rhabillage des façades dans les années 90 et 2000
Lorsque Bruxelles se propose officiellement comme ville candidate pour l'accueil du Siège des Communautés Européennes à l'automne 1958, la plupart des institutions y étaient déjà installées de manière temporaire et l'Europe naissante traversait une période de confusion. En effet, le Luxembourg souhaitait garder le siège du CETA et Strasbourg refusait de voir déménager le siège de l'Assemblée à Bruxelles. C'est en 1965 que fut signé le traité de Bruxelles, annonçant la fusion de la CEE et l'EURATOM et que Bruxelles commence de grands travaux. De la fin des années 1950 avec le projet du bâtiment Berlaymont au début des années 1970 avec le nouveau bâtiment du Conseil, Bruxelles voit se construire des infrastructures sans vision d'ensemble, rapidement et dans une situation précaire.
Peu à peu, le rhabillement de certaines façades de bâtiments construits au début du siège de l'Europe à Bruxelles apporte une nouvelle unité et une modernité au quartier européen.

#### 56 rue de la Loi
Le 56 rue de la Loi, à l'angle de la rue des deux Eglises, a subi d'importantes transformations depuis sa construction. Les lignes pour surélever le bâtiment étant déjà tracées pour donner un aperçu de la taille par rapport aux autres bâtiments à la fin du projet final. Un premier permis de bâtir visant la démolition de cet immeuble et la reconstruction d'un bâtiment résidentiel et commercial avait d'abord été refusé.
On peut remarquer que le projet final n'est pas le même que sur les plans datant de 1969. Les fenêtres ont été disposées de façon continue sur la longueur du bâtiment, tandis que sur le plan, les fenêtres étaient par groupe de 4, les châssis en vitrine de glaces suspendues d'une épaisseur de 12 millimètres. On peut également voir sur le plan que la partie droite sera sans fenêtres, pour finir ce sera 5 grandes baies vitrées coupées en groupe de 16.
Au rez-de-chaussée, il devait y avoir une entrée principale avec l'enseigne « First City Center » ainsi que les escaliers à sa droite. L'entrée se fera pour finir sur le coin à l'intersection des rues de la Loi et des Deux Eglises. L'endroit préposé des escaliers servira de bande d'accès pour les personnes à mobilité réduite.
Alors que le premier étage et le rez-de-chaussée devaient se ressembler sur le plan, on aperçoit que, dans la réalité, le 1er étage est finalement vitré et bordé de longues rambardes métalliques séparant ainsi le rez-de-chaussée du 1er étage.
Le bâtiment suit cependant la structure comme sur le plan.

#### 82 rue de la Loi
Il y a un changement de matériaux utilisés ainsi qu'un changement structurel. Les châssis des fenêtres étaient proéminents avant les changements et l'ensemble de la façade était lisse. À présent, sur le côté droit du bâtiment et sur toute la hauteur, on aperçoit un nouveau volume en pointe qui ressort et transforme l'aspect général du bâtiment. La façade est recouverte de granit clair (balmoral rouge-brun) et de granit foncé, les soubassements sont en pierre bleue. Le tout est entouré de fenêtres réfléchissant la lumière, comme indiqué sur le plan. C'est un bâtiment moderne qui se marie bien avec les façades aux alentours, modifiées dans les années 90. Le plan et le bâtiment finis sont identiques, on peut en faire la constatation avec les bandes horizontales de granit foncé (qui a été poli, d'où la réflexion de la lumière et des bâtiments dedans) qui vont en longueur décroissante du bas vers le haut. Le rhabillement de la façade a été pris en charge par le bureau d'architecture Henri Montois sa., et le maître d'ouvrage Swiss Life Belgium.

#### 97 rue Belliard
La passerelle qui enjambe la rue Belliard permet une jonction facile entre deux administratifs européens : le bâtiment Van Meerlant 2, siège du Conseil Economique et Social Européen et le bâtiment Jacques Delors, siège du Comité des Régions (nom provenant d'un ancien président de la Commission Européenne).
Cet arc métallique transparent et de couleur verdâtre a été conçu par l'entreprise Group Planning en 1983. Deux statues verticales en bronze se lançant un fil doré, œuvre de l'artiste belge Jean-Paul Laenen intitulée « le fil d'Ariane », viennent couronner l'arc en jouant sur la verticalité des corps sur l'horizontalité du pont. Elles sont prolongées par le bas du socle par deux spirales de bronze suspendues. Deux sphères en inox poli satiné d'un mètre de diamètre complètent l'architecture d'ensemble.
Structurellement, le pont est construit en béton architectonique et suspendu à un arc en acier.

#### Bâtiment Berlaymont
Le bâtiment du Berlaymont fut construit entre 1963 et 1969 sur le terrain de l'ancien couvent des Dames de Berlaymont, un pensionnat pour jeunes filles aujourd'hui situé à Waterloo. Il était le premier bâtiment construit lors de l'implantation des services des Communautés Européennes à Bruxelles, il est aujourd'hui le siège de la Commission. Il accueille quelque 3000 fonctionnaires. Conçu par les quatre architectes Lucien de Vestel, Jean Gilson, André Polak et Jean Polak, le bâtiment, qui se veut emblématique, est en forme d'étoile à quatre branches inégales. Le système structurel de l'édifice est ingénieux : les étages sont suspendus à une structure partant du sommet du noyau central du bâtiment.
En 1991, de lourds travaux de désamiantage et rénovation sont entrepris. Le bâtiment est finalement ouvert à nouveau 13 ans plus tard, en 2004. Il présente une façade neuve, modernisée et à l'image symbolique du bâtiment.
Comme la plupart des bureaux construits dans les années 1960, il présentait de gros problèmes de confort, notamment thermique. Dans son cas, il était impossible d'ouvrir les fenêtres car l'ensemble du bâtiment était climatisé. Il était bien trop énergivore et l'intérieur manquait de lumière naturelle.
La nouvelle façade est composée d'une double paroi : la façade intérieure est un mur rideau performant et les nouvelles fenêtres sont désormais ouvrantes. La façade extérieure est constituée de lamelles de verre mobile, recouvertes d'un film imprimé de points blancs extérieur et noirs sur leur face intérieure. Ce système offre une perméabilité à la lumière optimale tout en réduisant l'éblouissement. La rotation de ces lamelles est gérée par ordinateur grâce à une petite station météo présente sur le toit du bâtiment, afin de s'adapter au mieux aux conditions climatiques en temps réel. En hiver, ce dispositif limite les déperditions de chaleur. En été, il agit en écran solaire. Il sert également de barrière acoustique contre les bruits de la circulation dense du quartier.

#### Bâtiment Charlemagne
Le bâtiment Charlemagne, conçu en 1967 par l'architecte Jacques Cuisinier, fut également l'un des premiers bâtiments construit pour accueillir les institutions européennes à Bruxelles. Il se situe à l'intersection du boulevard Charlemagne et la rue de la Loi, entre le jardin de la Vallée du Maalbeek et le bâtiment Berlaymont, construit la même année. Tous deux avaient été construits pour accueillir les premiers services de la Commission Européenne. Il devient cependant le siège du secrétariat du Conseil de l'Union Européenne en 1971.
En 1995, le Conseil déménage au bâtiment Juste Lipse, permettant une rénovation du bâtiment. Sa superficie est augmentée et sa branche centrale est réduite et arrondie. L'architecte allemand Helmut Jahn chargé du dessin de la nouvelle façade extérieure. À sa réouverture en 1998, la Commission Européenne prend occupation des lieux.

#### Rue Belliard 14-18: le mur végétal de Patrick Blanc
L'immeuble actuel a été construit en 1975 par la société Wingate Investments, à l'emplacement de trois maisons bruxelloises datant probablement du XIXe siècle et témoignant du passé résidentiel du quartier. Il a fait l'objet d'une rénovation en 1990 par l'architecte Mark Cerulus.
La façade fut rhabillée en 2009, lors d'une rénovation du bâtiment. L'ouvrage fut confié à Patrick Blanc, célèbre spécialiste en murs végétaux. Elle est constituée d'un cadre métallique et d'une plaque en PVC expansé et microbullé telle une roche poreuse à laquelle peuvent s'accrocher les plantes et se gorger de l'eau nécessaire à leur croissance. Le système d'irrigation humidifie le substrat en PVC de cinq à six fois par jour.

#### Rue Belliard 1 – avenue des arts 46
Le bâtiment autrefois appelé Artbel, situé à l'angle rue Belliard 1 et l'avenue des Arts 46, fut commandité par la société S.A Auxari en 1966. Une photo datant du 9 juin 1966 montre d'anciennes maisons bruxelloises à l'emplacement du nouvel immeuble de bureaux. La façade du nouveau bâtiment montre une trame verticale visible et un jeu de bichromie important. On s'aperçoit qu'afin d'obtenir le permis d'urbanisme, une partie du dernier étage côté rue Belliard a dû être supprimé.
Il fut pour la dernière fois rénové en 1998, date à laquelle sa façade est entièrement modernisée. La structure du bâtiment a été maintenue mais la façade se présente désormais entièrement lisse et vitrée.

## Europe

### De la CECA puis à l'europe des 27 puis 28
Dès le XVIIIe siècle, l'idée d'une Europe politique unie est amenée par le philosophe des Lumières allemand Emmanuel Kant. Au siècle suivant, le concept progresse et Victor Hugo propose la création des « États-Unis d'Europe.2 »
Au lendemain de la Seconde Guerre mondiale, l'idée est reprise par Winston Churchill dans un discours prononcé le 19 septembre 1946. Ruinée par la guerre, l'Europe doit se reconstruire économiquement et politiquement, et le contexte est favorable à la création d'un projet européen commun.
La Belgique, de nombreuses fois pays tampon entre les deux nations historiquement rivales, la France et l'Allemagne mais aussi point de rencontre entre les grands axes de communication européens, tente d'assoir sa volonté de transformer sa capitale Bruxelles en métropole européenne.

#### La naissance du projet européen et des communautés européennes (1948-1957)

##### La création de la CECA
Si différentes alliances comme l'Union de l'Europe Occidentale et l'OECE (Organisation Européenne de Coopération) furent portées en 1948, il faudra attendre 1950 pour voir fleurir une réelle coopération européenne. Robert Schuman propose le 9 mai 1950 la mise en commun des productions française et allemande de charbon et d'acier :
« L'Europe ne se fera pas d'un coup, ni dans une construction d'ensemble : elle se fera dans des réalisations concrètes créant d'abord une solidarité de fait. Le rassemblement des nations européennes exige que l'opposition séculaire de la France et de l'Allemagne soit éliminée. (…) La mise en commun des productions de charbon et d'acier assurera immédiatement l'établissement de bases communes de développement économique, première étape de la Fédération européenne, et changera le destin de ces régions longtemps vouées à la fabrication des armes de guerre dont elles ont été les constantes victimes. (…)
Ainsi sera réalisée simplement et rapidement la fusion d'intérêts indispensable à l'établissement d'une communauté économique qui introduit le ferment d'une communauté plus large et plus profonde entre des pays longtemps opposés par des divisions sanglantes. »
En 1951, six pays dont la Belgique signent le Traité de Paris instituant la création de la Communauté Économique du Charbon et de l'Acier. Toutefois, l'implantation du siège institutionnel de la CECA soulève de vifs débats quant à l'intérêt national qu'il représente pour les Etats-membres.
Cinq villes sont alors proposées : La Haye, Luxembourg, Sarrebruck, Strasbourg et Liège. Le choix de Liège est alors préféré à Bruxelles par la Belgique du fait de sa position stratégique dans le bassin sidérurgique et charbonnier de l'Europe du Nord.4 N'arrivant pas à un accord entre les différents États, le siège de la CECA est divisé à titre provisoire en 1952 en deux communautés : l'une à Strasbourg, comprenant l'Assemblée parlementaire, l'autre à Luxembourg, comprenant la Haute autorité, la Cour de justice et la Cour des comptes.

##### La création de la CEE et de l'Euratom
En 1957, les Six signent le Traité de Rome instituant la Communauté Économique Européenne, la CEE, et la Communauté européenne de l'énergie atomique, l'Euratom. Les débats sur l'implantation des sièges de ces deux nouvelles Communautés sont alors relancés en 1958, en vain. Ceux-ci sont alors provisoirement implantés à Bruxelles, qui met gracieusement à disposition des deux Commissions et Conseils des ministres 200 bureaux situés rue Belliard.5 Les sièges de la CECA, la CEE et l'Euratom sont alors divisés en trois communautés distinctes à Strasbourg, Luxembourg et Bruxelles, dont l'éloignement respectif dû aux intérêts nationaux de chacun mine progressivement l'intérêt des Communautés.

#### Bruxelles au cœur de l'Europe: avancées et limites du projet européen

##### La fusion des trois Communautés
Dès 1962, le gouvernement belge renforce sa volonté de promouvoir Bruxelles comme capitale européenne en achetant le Monastère de filles de Berlaymont ainsi qu'une dizaine de maisons aux sœurs afin d'y regrouper l'ensemble des services administratifs des institutions européennes jusque là dispersés dans la ville.6 Le nouveau bâtiment permettra alors d'accueillir quelque 2700 fonctionnaires.
En 1963, l'idée fédératrice d'un siège centralisé refait surface avec la nécessité de fusionner les institutions issues des trois Traités : la CECA, la CEE et l'Euratom.
Afin d'appuyer la candidature de Bruxelles au sein de cet énième débat, la Belgique, consciente que le seul bâtiment du Berlaymont ne suffirait pas à accueillir l'ensemble des organes institutionnels, va lancer la construction du Charlemagne sur un site de 12 000 m2 situé rue de Charlemagne. Il faudra toutefois attendre 1965 pour que la fusion des trois Communautés soit effective et, malgré les réticences de la France et du Luxembourg, Bruxelles demeure la ville privilégiée pour la centralisation de ces nouvelles institutions européennes.
Ainsi, la Commission, le Conseil des ministres ainsi que d'autres organes consultatifs sont implantés, toujours à titre provisoire, dès 1967 dans la capitale belge.
À titre symbolique, Luxembourg conserve les réunions du Conseil trois mois par an et Strasbourg le siège du Parlement dont les services sont partagés entre les trois villes.

##### Le regroupement des institutions européennes
L'implantation côte à côte des bâtiments du Berlaymont et du Charlemagne et, plus tard, du Juste Lipse situé en face a induit un plan d'ensemble regroupant les institutions européennes de part et d'autre de la rue de la Loi, autour du rond-point Schuman (anciennement rond-point de la rue de la Loi).
En 1966, Bruxelles est définie comme étant l'implantation officielle de la Commission et du Conseil des ministres pendant neuf mois de l'année, lui conférant ainsi une place prépondérante dans les activités de la Communauté.
Afin de poursuivre sa politique volontariste, la Belgique met deux ans plus tard, en 1969, gracieusement à disposition du Conseil un terrain situé rue Stévin et y propose même d'y construire l'immeuble à ses frais. Dès la fin de l'année 1969, l'ensemble des services des Commissions se rassemblent donc autour du rond-point Schuman.

##### Le renforcement de Bruxelles face aux autres sièges
En 1974, le Conseil des ministres accepte d'implanter un nouveau bâtiment au sud de la rue de la Loi. Dès 1981, le Parlement adopte la résolution Zagari qui définit l'abandon de Luxembourg comme siège provisoire au profit de la capitale belge, renforçant ainsi le cadre présent à Bruxelles et Strasbourg.
En 1985, afin d'accueillir des groupes politiques plus importants, le Parlement commence la construction d'un hémicycle à Bruxelles.
Celui-ci visant à accueillir 600 députés est situé à proximité des bureaux se trouvant rue Beliard. En 1986, Bruxelles concentre 76 % des services de la Commission, 88 % des effectifs du Conseil et 11 % du cadre du Parlement.

#### L'approfondissement des institutions européennes à Bruxelles depuis 1992

##### Le Traité de Maastricht et le Traité d'Edimbourg
En 1992, le traité de Maastricht propose la création de l'Union Européenne entre douze pays : l'Allemagne, la Belgique, la France, l'Italie, le Luxembourg, les Pays-Bas, le Danemark, l'Irlande, le Royaume-Uni, la Grèce, l'Espagne et le Portugal.
Celui-ci est composé de trois piliers : le premier repose sur une politique économique commune (amorcée dès 1965 par la fusion de la CECA, la CEE et l'Euratom) avec la création d'une monnaie commune, l'euro.
Le deuxième repose sur une politique étrangère commune (Politique Etrangère de Sécurité Commune ou PESC). Enfin, le troisième repose sur la coopération en matière de justice (Justices et Affaires Intérieures ou JAI).
La fusion de ces trois piliers donne naissance à l'Union Européenne.
Le traité d'Édimbourg signé la même année institue officiellement Bruxelles comme siège des principales institutions de l'Union Européenne.
Ce n'est qu'à partir de là que les institutions européennes sont dotées de la capacité à acquérir des biens immobiliers.

##### Des institutions européennes fragilisées
Dès 1995, l'Europe ouvre ses portes à de nouveaux États-membres comme l'Autriche, la Finlande et la Suède. La même année, un nouveau bâtiment situé en face du Berlaymont, le Juste Lipse, est mis à disposition afin d'abriter les réunions du Conseil des ministres. En 2004 et 2007, les élargissements massifs donnent lieu à une réflexion urgente de la part de Bruxelles afin d'accueillir des institutions toujours plus importantes.
Ainsi, en 2008, l'Atelier Christian de Portzamparc remporte un concours pour la définition d'une « skyline » propre à la rue de la Loi. Ce projet, plus connu sous le nom de Projet Urbain Loi (PUL) est le fruit d'une étroite collaboration entre la Ville de Bruxelles, la Région de Bruxelles-Capitale et la Commission Européenne.
Toutefois, la crise de la fin de l'année 2008, la crise des migrants ou encore les attentats terroristes révèlent les faiblesses structurelles des institutions européennes à résoudre les problèmes.
Celles-ci ouvrent alors la voie à la montée des nationalismes et populismes anti-européens. En 2017, le Royaume-Uni entame une procédure de retrait de l'Union Européenne et de l'Euratom, appelée Brexit, à la suite du référendum du 23 juin 2016 remporté à 51,89 % en faveur des euros-sceptiques.
Une telle procédure pose alors la question de la pérennité d'une économie européenne et d'un projet européen11, et par extension des différentes institutions européennes majeures implantées dans la capitale belge qui s'est démenée depuis les années 1950 à devenir la capitale de l'Europe

### La polémique de l'emplacement du siège européen

#### Bataille de pouvoir entre Strasbourg et Bruxelles
Le siège du parlement européen se situe en France, à Strasbourg. Ce statut est scellé depuis 1992 par le compromis d'Edimbourg. Avant cette date, les institutions européennes étaient toutes installées provisoirement à Bruxelles autant qu'au Luxembourg et à Strasbourg.
Cette dissémination remonte au traité de Paris instituant la communauté européenne du charbon et de l'acier (CECA) en 1951.
Au terme de négociations, les alliés de la Belgique suggérèrent Bruxelles comme capitale européenne, néanmoins cette proposition fut refusée par le parlement national Belge, qui préférait la ville de Liège. Luxembourg fut désigné provisoirement, mais ne disposant pas d'infrastructures suffisantes, Strasbourg mit alors à disposition les locaux nécessaires.
« Dans la confusion, je me souviens que Van Zeeland eut ce mot qui en dit long : « Il est tard, nous sommes tous fatigués, je vais donc vous parler franchement ... ». On avait suggéré Bruxelles, il s'y opposa : pour des raisons électorales, son mandat se limitait à Liège ... Paris ou ses environs, qui tentait certains, fut écarté par Schuman: Pfi mlin, maire de Strasbourg, eût fait un malheur. Alors, on entendit la voix de Bech qui semblait jusque là somnoler « Je propose que le travail commence aussitôt à Luxembourg, cela nous donnera le temps de réfléchir à la suite. » Tout le monde fut soulagé, et c'est ainsi que la CECA eut son siège précairedans une petite ville qui est devenue un carrefour de l'Europe. La conférence se sépara après avoir décidé de quatre langues officielles. »
Jean Monnet, Mémoires : extrait sur le choix du siège des institutions
En 1957, La Communauté économique européenne fut créée, et à son tour le Luxembourg refusa de centraliser les activités du parlement. C'est donc à partir de 1958 que les deux commissions et conseils des ministres s'installèrent dans la capitale belge. À la suite de cette décision Bruxelles alloua 200 bureaux, rue Belliard, aux activités des institutions européennes.
Aujourd'hui un compromis divise les activités dans les trois villes. Bruxelles accueille la Commission européenne, le conseil des ministres et certains organes consultatifs, Luxembourg accueille la cour de justice et Strasbourg les séances plénières. Bruxelles tient donc une place prépondérante dans ce triple siège.
Les discussions concernant le siège de l'Union européenne sont encore aujourd'hui très vives. Strasbourg comme Bruxelles défendent leurs positions souhaitant chacun obtenir la direction. La bataille aux sessions plénières est donc engagée. Si Bruxelles mène aujourd'hui ce combat, le nombre de sessions tenues dans la capitale belge a drastiquement diminué ces deux dernières années souligne L’Écho.
Les réserves foncières importantes de Strasbourg, et les travaux à venir des bâtiments du parlement bruxellois font pencher la balance encore un peu plus vers la ville française.
Certains fonctionnaires du parlement voient plutôt une baisse généralisée de l'activité européenne, qui affecterait les deux parlements. Les arguments en faveur de Strasbourg soulignent le poids historique de la ville au sein de l'Europe, les coûts économiques et écologiques réduits d'une concentration des activités, ainsi que des promesses d'avenir concernant les infrastructures.
Bruxelles avance quant à elle l'argument d'une plus grande connectivité, et souligne le coût important d'un éventuel déménagement des activités à Strasbourg.

### Le bâtiment du Berlaymont

#### Contexte historique et politique
Après la seconde Guerre mondiale, Bruxelles est passée du rang de capitale nationale à celui de centre politique et économique international, faisant passer à la fin du XXe siècle la surface totale de bureaux à une superficie de {{unité[6275000|m|2}}, soit un quart du bâti total. La majeure partie de cette surface est réalisée dans le quartier Léopold. À la suite d'une croissance particulièrement rapide des administrations européennes, le gouvernement belge conclut à long terme des contrats de locations avec les promoteurs immobiliers pour relouer ensuite les immeubles aux institutions européennes à prix avantageux.
Cette situation présentait des désavantages spatiaux et financiers, et le gouvernement proposa de construire un centre administratif prestigieux capable de réunir toutes les institutions européennes.
Cette décision trahit le souci de consolider les chances pour Bruxelles de perdurer comme siège unique. En 1958, face aux réserves du président de la commission Européenne quant à la construction d'un nouveau centre administratif à Bruxelles, le gouvernement belge souhaite accélérer la procédure et décide, de sa propre initiative et à ses frais, de construire un « centre administratif Europe ».
Lucien de Vestel est désigné pour concevoir ce Nouveau Centre administratif emblématique, assisté par Jean Gilson du groupe Alpha et les frères Polak, qui réaliseront entre autres le World Trade Center au quartier Nord et exécuteront la construction de l'Atomium à l'occasion de l'Exposition Universelle de 1958. Lucien de Vestel, en bons termes avec le maitre de l'ouvrage (le ministère des travaux publics), est également familier du quartier Léopold et de ce type de mission après avoir achevé l'extension du Musée d'Histoire naturelle dans le parc Léopold, ainsi qu'un projet urbanistique dans les alentours de la gare du Luxembourg.

#### Le site
Bien que les autorités belges aient impliqué des représentants des institutions européennes dans les étapes préliminaires du processus de conception, elles choisissent de manière unilatérale le quartier Léopold comme site de construction, en ignorant les recommandations de la ville de Bruxelles en faveur du plateau du Heysel.
Ce choix part du principe que les instances européennes se rallieraient plus facilement à une stratégie de regroupement qu'à une relocalisation complète.
À la fin des années 1950, il n'y avait toutefois plus de place pour un programme d'une telle ampleur dans une zone aussi densément construite que le quartier Léopold. Le grand jardin de l'Institut des Dames de Berlaymont, dans la rue de la Loi, était le seul espace libre offrant une superficie adéquate, et occupé jusqu'alors par l'un des plus anciens et des plus prestigieux pensionnats de Bruxelles, fondé en 1625.
L'ilôt complet, bien que compris entre la rue de la Loi, la rue Archimède, le boulevard Charlemagne et la rue Stevin, est relativement exigu pour accueillir 5 000 fonctionnaires. La hauteur du bâtiment ne pouvant pas excéder les 50 mètres de hauteur, rend la parcelle encore moins adaptée à un programme si colossal.

#### Caractéristiques architecturales
Le plan en étoile à quatre ailes inégales autour d'un noyau de circulation central rappelle l'immeuble de l'UNESCO, dont la construction venait de s'achever à Paris, et qui avait lui aussi été frappé par des restrictions de hauteur. D'importantes parties du programme du Berlaymont furent en conséquence installées en sous-sol : un parking d'une capacité de 1632 voiture, deux restaurants pouvant servir 2400 repas par jour et deux énormes volumes pouvant être compartimentés à l'aide de cloisons motorisées en plusieurs salles.
L'aspect le plus innovant du bâtiment Berlaymont est, sans conteste, son aspect structurel. Les douze plateaux sont en effet suspendus à des poutres Préflex en porte-à-faux, qui reposent à leur tour sur un noyau en béton en forme de croix, avec des bras asymétriques de 9 m de largeur et de longueur variable. Les espaces de bureaux sont situés entre ce noyau et les murs-rideaux ; le noyau central abrite les archives, les salles de réunion, les sanitaires et les cages d'ascenseur.
La poutre Préflex avait été imaginée par l'ingénieur belgo-polonais Abraham Lipski en 1950. Cette poutre consistait en un profilé d'acier précintré à haute limite d'élasitcité, dont la semelle tirée est bloquée par un béton de haute qualité. Grâce à sa résistance et à sa rigidité exploitant de manière optimale les propriétés de l'acier et du béton, elle permettait de grandes portées avec des hauteurs de construction minimales. La poutre Préflex fut appliquée dans toute une série de bâtiments remarquables de la Région bruxelloise, dont la tour du Midi.
Une précaution particulière fut apportée en matière de résistance au feu. En raison du système structurel de plateaux suspendus, tous les câbles et éléments de plancher en acier furent emballés dans l'amiante, comme il était d'usage à l'époque. Alors que cette attention sécuritaire fut saluée positivement par la presse spécialisée à l'époque, c'est précisément cet aspect qui allait conduire vingt ans plus tard à l'évacuation et au démantèlement du complexe.
La proximité immédiate d'un grand nombre d'axes ferroviaires et routiers, des lignes de métro, constituent autant de sources de vibration et de bruit. Les salles de réunion souterraines furent donc conçues selon le principe du « box in box », visant à rendre l'espace intérieur structurellement indépendant de l'enveloppe extérieure.

#### Polémique
Bien que le concept structurel autorisait une durée de construction théorique de 24 mois du fait que toutes les composantes de construction aux étages pouvaient être pré-fabriquées pendant la pose des fondations, la réalisation du complexe s'étala sur huit années (1962-1970). Toutefois l'épisode le plus sujet à polémique fut l'opération de désamiantage du bâtiment. En 1991, le bâtiment est évacué par les fonctionnaires européens pour permettre son désamiantage, et par la même occasion, organiser sa rénovation. La fin des travaux, prévue pour 1995, n'aura lieu qu'en 2004, entrainant des coûts faramineux assumés dans leur totalité par l'État belge. Pendant que le contribuable belge payait l'ardoise colossale du gouffre de ces travaux interminables (parfois estimés à 45 milliards d'euros), les promoteurs louaient à prix d'or d'autres bureaux à la commission européenne. L'opacité du mauvais déroulement des travaux, sujets à de nombreux sabotages, et la confusion d'intérêts entre le privé et le public au sein même de la SA Berlaymont 2000 ont fait couler beaucoup d'encre dans la presse belge.

### La transformation des rues Froissart et Godecharle

#### Transformations de la rue Froissart
La rue Froissart est une rue rectiligne de la commune d'Etterbeek reliant la place Jourdan au rond-point Schuman en passant par les rues Belliard, Juste Lipse, et de la Tourelle. Elle hérite son nom d'un des plus grands chroniqueurs du Hainaut de l'époque médiéval, Jean Froissart.
Le tracé de la rue est pris en compte dans le plan général d'alignement de 1867, elle est ouverte vers 1870 et dès 1882 fait partie du projet de « la grande voirie ».
Les premiers projets pour le réaménagement de la rue Froissart s'inscrivent dans une tendance de renouvellement urbanistique moderniste, inspirée par les projets à grande échelle. On voit alors apparaître un plan d'aménagement fondé sur la stricte division des fonctions, avec la présence d'ilots d'habitations et d'espaces verts.
La rue est alors bordée de manière homogène par des immeubles de deux à trois niveaux et au style néo-classique, mais aussi par des îlots d'habitations.
À partir des années 1950, on assiste à une forte transformation de la commune d'Etterbeek portée par l'implantation des institutions européennes et des services administratifs nationaux ce qui aura une influence importante sur la rue et la zone.
Au début des années 1970, la rue connaît de nombreuses transformations, cette homogénéité est interrompue par la construction du centre Borschette et de la clinique Parc Léopold en 1974.
Le début des années 1990 est marqué par la construction du bâtiment Justus Lipsus (1989-1995) à l'initiative du gouvernement belge, qui deviendra par la suite le siège du conseil européen. Ce complexe composé de plusieurs bâtiments va être à l'origine de la démolition de plusieurs îlots d'habitations.
Aujourd'hui on remarque que la proximité des institutions européennes continue néanmoins de menacer aujourd'hui les zones d'habitations, ce qui emmènent les autorités communales ainsi que les nombreux comités locaux à collaborer de manière étroite afin de défendre et de préserver au maximum le caractère homogène et historique de la rue.

#### Transformations de la rue Godecharle
À la fin des années 1950, Bruxelles a été désignée comme étant le siège des Communautés européennes. Le changement de statut de Bruxelles en métropole européenne, a entraîné de nombreuses transformations urbaines notamment dans les communes d'Etterbeek et d'Ixelles où sera établi le Quartier européen.
Ce travail tentera de comprendre les transformations de la rue Godecharle, située dans le quartier Léopold. Ce quartier fut la première extension de Bruxelles en dehors de ces murs, réalisée entre 1840 et 1870. Durant cette période, la ligne de chemin de fer reliant Bruxelles au Luxembourg a été mise en place. Ces travaux seront accompagnés de la construction de la gare du quartier Léopold (aujourd'hui connue sous le nom de la gare Bruxelles-Luxembourg) réalisé par l'architecte Gustave Saintenoy en 1854.
Les mutations du quartier Léopold seront de plus en plus intenses à partir des années 1970 avec l'apparition de nouvelles infrastructures aussi bien routières que de métro.
Les transformations urbaines de la rue Godecharle seront à l'image de l'évolution de la construction du quartier européen au sein du quartier Léopold.
En 1989, par décision de la Région de Bruxelles-Capitale, la gare Bruxelles-Luxembourg subira des travaux de désaffectation et autorisera également la construction d'une dalle visant à couvrir les voies de chemin de fer. Cette dalle sera également un socle qui accueillera la construction d'édifices attribués aux nouvelles institutions européennes.
Cette décision sera le début d'une transformation radicale de la rue Godecharle (située à proximité des voies ferrées), et de l'îlot bordé par les rues d'Idalie, du Trône et de la chaussée de Wavre. Ces travaux vont transformer la morphologie de l'îlot avec la destruction de petites maisons bruxelloises dans les années 1990, situées rues du Trône et d'Idalie, afin de construire un ensemble de bâtiments assez importants par leurs dimensions, destinés à l'administration.
Afin de mener à bien la construction de la dalle de la place de la Gare, l'ensemble du bâti situé entre la rue Godecharle et les voies ferrées ont dû être démolis.
En 2002, un permis sera délivré pour la réalisation d'un hôtel et de nouveaux logements à la place de ceux démolis à l'angle des rues Godecharle et d'Idalie, à côté de l'entrée de la nouvelle gare de Bruxelles-Luxembourg.

#### Bruxelles Requiem
En 1993, André Dartevelle réalisera un documentaire intitulé Bruxelles Requiem, qui relate l'impact des constructions de nouvelles institutions européennes sur la vie du quartier Léopold. À travers celui-ci, on découvre le vécu de ces transformations par les derniers habitants des rues Godecharle, Wiertz et Trier. Les personnes interviewées sont le sculpteur Francis Tondeur, les chorégraphes Michèle Noiret et Bud Blumenthal et un garagiste de la 2 CV. Ces artistes et artisans qui vivaient dans ces rues, participaient à l'identité du quartier Léopold, une identité perdue avec les décombres de leurs ateliers détruits au profit de bureaux administratifs destinés à une nouvelle communauté de travailleurs venus de toute l'Europe.
Dartevelle a su saisir l'impuissance de ces habitants face à la création de ces institutions européennes qui ont engendré la destruction de leurs lieux de vie, de travail et des moments vécus dans ce quartier. Ce documentaire, via ces témoignages, a été l'occasion de relancer un débat sur le coût de ces transformations, sacrifiant le droit à la ville et à la culture.

### La clinique du parc Léopold
C'est en 1914 que l'Institut Médico-Chirurgical du no 60-62 de la rue Froissard est fondé à la place d'une maison de maître style beaux-arts.
Le projet est porté par le chirurgien Léopold Meyer, celui-ci était le seul chirurgien de cet institut mais également le président de l'union des artistes. C'est pour cette raison qu'à l'époque, l'institut soignait principalement les artistes belges.
En 1923, l'architecte Vandenbroucke élargit le bâtiment.
Dans l'entre-deux-guerres, l'Institut était composé de cinquante lits mais aussi d'une école d'infirmière. C'est à cette époque que des accords sont mis en place avec la société des tramways bruxellois et avec la Société nationale des chemins de fer belges. Le personnel de ces sociétés était pris en charge dans cet institut d'où son surnom de « clinique du tram ».
Durant la période d'après-guerre, l'Institut est racheté par le groupe Titeca1. En 1964, l'hôpital s'agrandit avec l'arrivée de nouvelles spécialités dont deux confrères neurochirurgiens de renommée, Ectors et Aschlog, ainsi que d'autres médecins spécialisés en orthopédie, médecine interne et en chirurgie.
Quelques années plus tard, en 1967, l'établissement est racheté par les Assurances fédérales.
Le but de ces assurances est d'offrir un service pour les victimes d'accidents professionnels. Peu de temps après, le bâtiment abritant l'hôpital n'étant plus aux normes d'un point de vue hospitalier et sécuritaire, ils construisent un nouveau bâtiment sur un terrain voisin appartenant déjà aux Assurances fédérales.
Le 1er mai 1979, l'inauguration du bâtiment A actuel a lieu. Les travaux ont commencé le 15 janvier 1973 et ont pris fin en 1979 avec l'architecte Marcel Lambrichs, Casimir Grochowski, et Daniel De Laveleye.
L'hôpital compte alors 208 lits. À la fin des années nonante (1997), des mesures ministérielles ont imposé aux hôpitaux qui comptaient moins de 250 lits de former un partenariat avec d'autres institutions. C'est la clinique Cavell qui rachète à l'époque la clinique Parc Léopold ainsi que la clinique Lambermont. Ensemble, ils formeront le début du futur groupe CHIREC. À cette époque, beaucoup de médecins fuient la fusion de la fondation Lambert avec le groupe IRIS (groupe hospitalier privé équivalent aux grands centres universitaires).
En 2003, de nombreux médecins agrandissent l'équipe de la clinique Léopold avec comme objectif de développer un centre d'excellence.
Des travaux d'extension sont entrepris en deux phases avec le bureau AUA (Architectes urbanistes associés). En 2006, la première phase de construction du bâtiment C a commencé. Il accueille les urgences, l'UCI, un plateau technique, une clinique de jour médicale, le service de stérilisation ainsi qu'une zone réservée aux clients VIP.
La deuxième phase commence en 2008, c'est le bâtiment B qui est créé, Chaussée d'Etterbeek. On y retrouve les consultations ainsi que la première partie des blocs opératoires
En 2010, les salles de réveils et d'opérations sont remplacées par de nouvelles salles. L'année suivante, un centre d'ophtalmologie ainsi qu'une clinique de la douleur sont créés.
À la même période, l'ensemble des installations est rénové dont les unités de soins et la sécurité dans un souci du développement croissant de leurs activités. Il s'agit de mettre aux normes les structures vieillissantes et de s'élargir aux nouvelles technologies.
Avec le manque d'espaces croissants, il est devenu nécessaire au Chirec de trouver de nouveaux espaces. Dès 2006, le projet Delta se met en place, avec un budget de 314 millions d'euros pour la construction (et 80 millions pour les équipements) 100.000m² sur 8 niveaux avec 545 lits. À ce jour, le nombre total de lits du groupe Chirec s'élève à 1145.
Les cliniques Edith Cavell et Parc Léopold ont transféré leurs activités vers le nouveau site de l'hôpital Delta en décembre 2017. Néanmoins, elles conserveront, dans la clinique du Parc Léopold, une polyclinique avec des activités de médecine du jour avec différents services tel que les laboratoires, la radiologie, les consultations, … Elles garderont un accès unique rue Froissart pour des questions de sécurité.
Le bureau Jasper-Eyers est le gagnant du concours organisé par le promoteur Dominique Jane de Novo Belgium Holding en 2016. Il existait un accord préalable entre le Chirec et Dominique Jane qui avait été signé en 2014.
Par cet accord il s'engage à aménager une zone de 1.500m² pour une nouvelle polyclinique. De plus la commune d'Etterbeek souhaiterait créer davantage de nouveaux logements sur le site. Le projet gagnant est constitué de commerces, logements, hôtel, appart-hôtel surplombés d'un skyview.
La tour serait la plus grande de Belgique avec ces 160 mètres de haut. L'intention initiale du promoteur, Novo Holding n'est pas de créer un objet surdimensionné mais de redynamiser le quartier, de le faire fonctionner et de verduriser cet objet (selon Dominique Jane). Le début des travaux est prévu pour 2019 avec une durée minimum de 2 ans et un budget de cent-cinquante à 200 millions d'euros.
Néanmoins, aucun permis d'urbanisme n'a été déposé à la commune malgré l'engagement signé en 2014 et un acompte versé à la société Novo Holding d'un peu moins de 4 millions d'euros.
Selon l'article de la Libre du 8 décembre 20171, les choses devraient être décidées avant la fin de cette année 2017 ou début de l'année prochaine. La clinique du Parc Léopold se situe sur un lieu stratégique à Etterbeek. Le manque d'hôpitaux dans un quartier très animé souligne l'importance de la clinique à cet endroit. Une polyclinique temporaire du Chirec sera présente jusqu'au début du chantier.

### Le parc Léopold et le Musée de l'Histoire de l'Europe
En 1851, période où Bruxelles se peuple et s'industrialise, les bourgeois sont à la recherche de lieux de loisirs et d'un poumon vert au milieu de cette ville. Les jardins zoologiques auront à cette époque un grand succès et fleuriront à Bruxelles, Anvers, Gand et Liège. En effet, ces parcs sont un signe de prestige et permettront aux scientifiques d'étudier les animaux.
Le jardin zoologique à Bruxelles était un parc luxuriant, il y avait des kiosques, enclos, chameaux et éléphants pour promener les enfants. Pendant un temps, il fut considéré comme plus beau jardin mais rapidement le parc va se dégrader. En effet, le jardin connait des problèmes de gestion qui entraînent ainsi des difficultés financières. Ainsi, les animaux meurent, les scientifiques ne tiennent pas leurs promesses et la bourgeoisie se lasse. La ville décide de fermer le jardin zoologique 27 ans après son ouverture. Il deviendra plus tard le parc Léopold et le musée des sciences naturelles.
Situé non loin du Parlement européen, le parc Léopold subit aujourd'hui de fortes spéculations immobilières à la suite de l'installation de la maison de l'Histoire européenne dans l'ancien institut Eastman. Ce projet vient chahuter l'harmonie et l'intemporalité paysagère du parc. Il vient retirer la tranquillité d'un site classé qui permettait encore à la ville traditionnelle et diversifiée de pallier le marché immobilier toujours plus influent.

#### Le musée de l'histoire de l'Europe
La Maison de l'histoire européenne se trouve dans le bâtiment Eastman dans le Parc Léopold. Ce dernier, se localise au cœur du quartier européen de Bruxelles. Ce parc de10 hectares a ouvert en 1880, sur l'ancien jardin zoologique. Le bâtiment était destiné à abriter une clinique dentaire pour des enfants. Il fut financé par George Eastman. La construction eut lieu en 1934-1935 par l'architecte Michel Polak. C'est en 2008, qu'il fut acquis par le Parlement européen pour un bail de très longue durée de 99 ans. Un concours national eut lieu pour la rénovation du bâtiment. C'est le groupe d'architectes composé de l'Atelier d'architecture Chaix & Morel & associés (France), JSWD Architekten (Allemagne) et TPF (Belgique) qui s'en chargera. Ces derniers ont conçu une extension contemporaine. Ils ont également rénové le bâtiment tout en conservant une valeur historique et esthétique. Lors des travaux, on voit apparaitre la construction d'une extension dans la cour et la surélévation du bâtiment sur trois niveaux. Le bâtiment fut ouvert le 6 mai 2017 et la Maison de l'histoire européenne dispose aujourd'hui d'espaces d'expositions permanentes, d'expositions temporaires ainsi que d'une salle pour l'occasion d'événements spécifiques.

#### Privatisation du parc Léopold par les européens
(mai 2022).
Améliorez-le ou discutez des points à vérifier. 
 (30 avril 2021).
[non neutre]La privatisation du parc Léopold consiste au rasement du patrimoine bruxellois situé sur le site.[évasif] Tout le terrain a été racheté par le parlement européen afin d'y construire des bureaux et redorer l'image de Bruxelles.[à vérifier]
Cette manière d'agir reste cependant fort contestée par la population vivant aux alentours du parc.
En effet, la privatisation totale du parc Léopold aurait des répercussions néfastes sur le patrimoine Bruxellois.
OOn[Qui ?] peut déjà en constater son effet avec la maison de l'Histoire européenne dans l'ancien bâtiment de l'institut Eastman. On conserve seulement ses façades pour y ajouter 3 étages supplémentaires. Ainsi, le souhait des contestataires, à savoir les bruxellois vivants aux alentours du parc, est de conserver le parc comme un espace public et des musées ouverts à tous.
Plusieurs avis de divers acteurs sont à prendre en considération. Que ce soit les visiteurs qui ne passent que le temps d'une journée, les habitants qui y passent quotidiennement ou encore les institutions européennes qui essayent de se l'approprier.[évasif]
Pour ce qui est des riverains, « euro-sceptiques »,  ils sont nombreux à contester ce nouveau projet de réhabilitation du quartier.[évasif]
Dernièrement, à la suite de la privatisation de la piscine et du théâtre classés du Résidence palace, on constate[Qui ?] le manque de réaction de Bruxelles.  
On peut en faire le constat[évasif][Qui ?] avec le musée de l'Histoire européenne dans l'ancien Institut Eastman et cela sur un site classé. Le bâtiment ne conserve dès lors que sa façade, on vient lui greffer une volumétrie contemporaine ne respectant pas la Charte d'Athènes.
« La coordination associative du parc Léopold a été informée que le Service Public Fédéral Intérieur belge s'apprête à céder au Parlement européen la maison de l'artiste et le jardin pour l'Euro symbolique. Elle a également appris qu'une des options étudiées envisage côté cour, de vider le bâtiment pour reconstruire tous les étages et, côté jardin, d'ajouter une vaste salle de réception provisoire. A quel bidouillage devons-nous encore nous attendre ? »[Qui ?] (Inter-Environnement Bruxelles) (IEB)
Pourtant, le parlement européen a choisi de dédier son année 2018 au patrimoine culturel de l'union en tant que valeur d'une citoyenneté européenne à promouvoir. Il est donc opportun de se demander s'il est logique de poursuivre dans une attitude invasive de destruction patrimoniale.[évasif]
Ainsi, une pétition a été mise en ligne (avec plus de 4.000 signatures) visant à alerter la non prise en compte de l'avis des citoyens-habitants-électeurs. Ces derniers se sentent exclus d'un décision qui devrait leur revenir, ou du moins les considérer, eux et leur patrimoine.
L'association du quartier Léopold souligne d'ailleurs que : «Même si le bâtiment de l'institut Eastman n'a pas été classé dans la foulée, c'est une œuvre architecturale remarquable de l'entre-deux-guerres. Le Parlement européen n'en a pas tenu compte en imposant un programme impossible à intégrer dans le volume existant du bâtiment et qui dénature en envahissant le site classé du parc»
De plus, ils émettent de la retenue par rapport à la philosophie même du projet. Ils se questionnent quant à la difficulté de pouvoir justifier un projet qui vise à promouvoir une Europe dépassant tout nationalisme alors qu'il s'appuie sur une démarche scientifique qui a permis au XIXe siècle de consolider le modèle de l'État Nation. Cet argument permet de remettre en question l'origine même de ce projet.
Enfin, pour compléter, les riverains du parc Léopold dénoncent également dans un communiqué le projet même de la Maison de l'Histoire européenne. Ils dénoncent un projet qui vise à installer un musée d'histoire européenne dans l'institut Eastman, unbâtiment Art Deco situé dans ce parc adjacent au «Caprice des Dieux». Il a déjà été critiqué, au sein même du Parlement, pour son coût et pour son ambition.
Pour contrer cet effet, plusieurs actions sont menées pour redynamiser ce quartier, avec des moyens plus humains. L'«European Canteen», une expérimentation urbaine, à l'image des contrats de quartiers lancés ces dernières années, incite les citoyens à partager le temps d'un repas, d'un échange, une table. L'objectif premier de cette expérimentation est simple. Elle vise à rendre plus accueillant et convivial le quartier européen souvent décrié pour son côté formel. Le projet se passe le temps d'un été, 70 tables publiques sont installées à diverses endroits du quartier européen, du parc Léopold.
La privatisation du parc Léopold vise à redorer l'image de l'Europe et d'y installer le musée de l'histoire européenne au sein de l'Institut Eastman en cadenassant l'image désordonnée de Bruxelles.[Interprétation personnelle ?]

#### L'avis de Lucien Kroll
Lucien Kroll explique qu'il s'agit « d'une désorganisation instinctive contre les systèmes. C'est ce « désordre » qui assure au paysage belge une mixité rare et le rend hautement habitable : cela ne se fabrique pas ».
D'ailleurs, une Master class regroupant 16 architectes et urbanistes au cœur de la scène architecturale du moment a été créée et vise à élaborer un projet concret visant à faire de Bruxelles une capitale européenne digne de ce nom. Ils sont sous la direction de l'architecte italien Pier Vittorio Aureli et de l'architecte grecque Elia Zenghelis qui, avec Rem Koolhaas, a fondé l'Office for Metropolitan Architecture (OMA). Ce projet essaye d'établir des relations entre les institutions européennes, la ville et ses habitants. Ils proposent un ensemble de bâtiments publics symboliques de fonctions urbaines et de nouveaux quartiers d'habitation, en neuf endroits stratégiques du tissu urbain. L'objectif premier de cette Master class est d'arriver à intégrer pleinement la présence européenne à Bruxelles en créant de nouveaux sites publics qui permettront de tisser des liens entre les institutions européennes et les bruxellois. Ce projet se veut à l'image de l'Europe; une mixité ethnique, sociale, le tout en tirant parti des bons côtés de tous. Ainsi, ce projet permet de questionner, par un débat public, les institutions européennes et le statut de Bruxelles comme Capitale européenne.
Belle vitrine en vue donc pour Maison de l'histoire européenne dont l'ouverture a eu lieu le 6 mai dernier. Financé par l'Europe, le musée retraçant les temps forts de son existence voit le jour dans l'Institut Dentaire Eastman, signé par l'architecte Michel Polak. Le permis a été délivré par la Région bruxelloise en juin 2013.
Non sans grincements de dents, d'aucuns[Qui ?], comme l'Arau, estimant que la création d'une annexe, rapidement rebaptisée « cloche à fromage », sur le sommet du bâtiment était mégalo et susceptible de dénaturer le bâti originel.
Malgré la mutation du quartier européen dû au développement des institutions européennes, le Parc Léopold garde sa première fonction de jardin public, arboré harmonieusement.
Cette mutation a également induit la construction de l'hémicycle du Parlement européen lancée en 1988, à l'arrière de la maison de Jean Linden, sur un terrain entre la rue Vautier et la rue Wiertz (occupé depuis le XIXe siècle par la Brasserie Léopold, fermée en 1981 et démolie en 1987).
Autour de l'hémicycle, plusieurs autres bâtiments européens sont nés depuis ces années. Cela continue encore puisqu'actuellement des transformations ont été opérées dans l'institut Eastman pour la création de la Maison de l'histoire européenne.

### Le résidence Palace
Le Résidence Palace est un ancien immeuble d'appartements de luxe style Art-Déco. Il a été rêvé par le promoteur Lucien Kaisin et dessiné par l'architecte Michel Polak dans les années 1920.
Son bâtiment principal abrite aujourd'hui un centre de presse international tandis que l'autre aile, située sur la rue de la Loi, fait partie de Europa, le nouveau siège du Conseil européen conçu par le bureau belge Samyn.

#### L'avant-projet
Tout commence en 1920, lorsque Lucien Kaisin, homme d'affaires spécialisé dans la promotion immobilière fait l'acquisition d'une série de biens implantés rue de la Loi. La parcelle de 1,5 hectare qui est en bordure de chemin de fer ne lui coûte pas grand-chose à l'époque. La guerre qui venait de se terminer avait mené à une pénurie de logements et les habitudes des riches bruxellois commençaient à changer : ils quittaient leurs maisons unifamiliales pour s'installer dans des appartements. L'idée du promoteur fut alors de « remédier à la crise du logement consécutive à la guerre, particulièrement pour l'aristocratie et la haute bourgeoisie ».
L'homme d'affaires entreprend dès lors un voyage pour dénicher l'architecte qui réalisera ses idées. En Suisse, à Montreux, il découvre « Riant-Château » et c'est l'architecte de ce bâtiment, Michel Polak, qu'il choisira pour dessiner son projet : « construire le plus prestigieux complexe d'appartements de luxe en plein cœur de Bruxelles ».
Michel Polak est directement intéressé. En 1921, c'est la crise en Suisse. L'architecte ne reçoit que peu de commandes. Le projet de Lucien Kaisin est pour lui une chance de relancer sa carrière d'autant plus qu'il a de l'expérience dans ce genre de projet colossaux et luxueux. En Suisse, il a déjà dessiné des hôtels de luxe, des hôpitaux, des bâtiments pour la poste, des villas...

#### Le résidence palace
Les premiers plans du Résidence Palace sont dessinés à Montreux dès 1921. De son côté, l'ingénieur Alexandre Sarrasin prépare les plans techniques du bâtiment. Un lourd travail de fondation a également dû être réalisé en raison de la mauvaise qualité du sol bruxellois : les ingénieurs ont eu recours à 2458 pieux Franki.
Le bâtiment sera finalement construit de 1922 à 1927. Il est composé de 5 blocs : les blocs A, B et C abritent les appartements familiaux, le bloc D correspond aux garages tandis que le bloc E héberge les vieux célibataires. S'articulant autour de patios intérieurs et d'une cour au centre du complexe, l'agencement des bâtiments fait penser à un morceau de ville autonome. Ces blocs sont ensuite divisés en 10 quartiers et 180 appartements qui vont de 3 à 20 pièces. Cet imposant ensemble s'élève jusqu'à 10 niveaux au-dessus du sol. Il s'inspire fortement des gigantesques palaces new-yorkais où on retrouve déjà beaucoup d'éléments décoratifs Art-Déco.
Ce premier ensemble d'immeubles d'appartements de luxe de Bruxelles se veut à la pointe du confort moderne : distribution d'eau chaude et froide, électricité, chauffage central, monte-plats, gaine à ordures, etc. C'est également une véritable ville dans la ville : en plus des logements, le Résidence Palace offre une multitude de services pour que les résidents disposent de tout à proximité. On pouvait donc y voir : deux restaurants, une salle de théâtre, une salle de projection, salles de réunions, piscine, salle de gymnastique, une banque et des coffres, un bureau de poste, un coiffeur, des garages, court de tennis et jardins à la française en toiture, en plus de nombreux commerces divers.
Au niveau spatial, la disposition des appartements reprend les principes de base de la maison individuelle : séparation des fonctions vie privée, réception et service. L'architecte a également préféré que les séjours donnent sur la rue intérieure du complexe plutôt qu'ils bénéficient d'une orientation en fonction du soleil. Cette orientation sur la rue recrée permet d'offrir des perspectives ménagées par les soins de l'architecte plutôt que d'avoir des vues sur l'intérieur des îlots.

#### De l'ouverture du résidence palace jusqu'à la guerre
Le 6 avril 1926, le public et la presse sont invités à venir découvrir le Résidence Palace. Les visiteurs sont agréablement surpris. Le complexe connait un énorme succès : au début, ils avaient plus de demandes que d’appartements disponibles. Toutes les grandes familles de Belgique s’y déplacent.
On voit également une élite cosmopolite s'y développer. Il s'y croisait des nobles, des diplomates étrangers, des banquiers, des écrivains, des officiers...
Mais le succès ne durera pas longtemps. On remarque un déclin à partir de 1933-1934. Certains diront que c'est la crise économique, d'autres pensent que le projet était surdimensionné pour une ville comme Bruxelles ou encore que cette « utopie aristocratique » était trop ambitieuse.
Ça n'empêchera pas Michel Polak lui-même d'y habiter quelques années jusqu'en 1941 où l'armée allemande arrive et donne huit jours aux résidents pour quitter les lieux. Les allemands y installeront leurs bureaux pendant la guerre.
En 1944, ce sont les troupes anglaises qui y établiront leur camp de base.

#### Après la guerre
Le complexe ne retrouvera jamais son affectation d'origine. En 1947, la S.A. Résidence Palace cédera l'ensemble des immeubles à l'État belge qui y installent différents ministères. Les changements majeurs se font avec l'arrivée des institutions européennes à Bruxelles dans les années 1960.
On construit le tunnel du cinquantenaire, le Berlaymont et on détruit également une série de maisons situées rue Juste Lipse et rue de la Loi ce qui dévoile les façades arrière du Résidence qui étaient peu travaillées car cachées.
Ce sont les fils de Michel Polak, André et Jean, qui se chargent donc de créer des nouvelles façades. Ces dernières, en plus d'améliorer l'image du Résidence, doubleront sa capacité en ajoutant à peu près 400 bureaux. En 1988, les blocs B et D sont démolis pour laisser place au futur siège du Conseil Européen, le Juste Lipse. En 2001, le bloc E sera vendu à la société LEX2000 qui en fera du logement.
C'est aussi cette année que l'on aménagera un centre de presse international dans le bloc C. Étant donné la position stratégique du Résidence Palace, le conseil des ministres décide d'installer dans le bâtiment C des infrastructures pour journalistes afin qu'ils soient installés à proximité des institutions belges et internationales.
En 2004, l'entrée et le couloir du bloc A et les façades du complexe sont classés. C'est également à ce bloc A que l'architecte Samyn viendra adosser son projet Europa, terminé en 2016 et qui accueille aujourd'hui le nouveau siège du Conseil Européen.

#### De l'ouverture du résidence palace jusqu'à la guerre
En aout 2004, le secrétariat général du Conseil européen, assisté par l'UIA (Union Internationale des Architectes), lance le concours pour le nouveau siège du conseil européen et du conseil de l'union européenne. Plusieurs implantations ont été envisagées, notamment le site du plateau du Heysel et l'îlot Comines-Froissart. C'est finalement au sein du Bloc A du Résidence Palace que sera édifié le battement pour le sommet, le site ayant comme avantage la « proximité immédiate du siège d'autres institutions européennes, en l'occurrence le siège de la commission (Berlaymont) et celui du Conseil des Ministres (Juste Lipse).
L'objet du concours porte alors sur la « restructuration, l'extension, la rénovation du Bloc A du Résidence Palace » et est remporté par l'association Samyn&Partner (BE), Studio Valle Progettazioni (IT) et Buro Happold (UK). Le groupe Van Acker&Partner obtient la seconde place et Groep Planning la troisième.
La proposition de Phillipe Samyn et ses associés est d'abord une rénovation respectueuse du bâtiment en partie classé. À cela, le groupe rajoute une salle de pas perdus qui manque bâtiment historique.
Cette nouvelle extension vient refermer le Bloc A en forme de L par un carré en verre. Les façades, réalisées à partir de châssis recyclés en chaîne, de simple vitrage et provenant des 27 pays de l'union européennes, forment un patchwork. Il est symbole d'unité, de diversité culturelle, mais aussi d'un souci pour le futur et des questions de développement durable.
À travers l'enveloppe on entrevoit le cœur du battement, une « lanterne » qui se dévoile pleinement la nuit. Ce volume en forme elliptique à l'aspect sablé comporte les nouvelles fonctions liées au conseil européen. Enfin, l'artiste Georges Meurant intervient à l'intérieur du bâtiment par l'ajout de carrés de couleurs qui viennent animer les spatialités, en contraste avec la volumétrie du bâtiment.